# 野村克也
野村 克也（のむら かつや、1935年6月29日  ‐ 2020年2月11日）は、京都府竹野郡網野町（現：京丹後市）出身のプロ野球選手（捕手）・コーチ・監督、野球解説者・野球評論家。プロ野球史において唯一、選手と監督の両方で通算3000試合を達成。捕手でありながら当時歴代最多のシーズン52本塁打、戦後初の三冠王などの記録を打ち立て、歴代最多のベストナイン19回選出。監督としても数多の人材と名言を遺し、評論家時代を通じて野球の理論・技術の発展と普及に尽力した。京丹後市名誉市民。後妻にタレントの野村沙知代。

## 概要

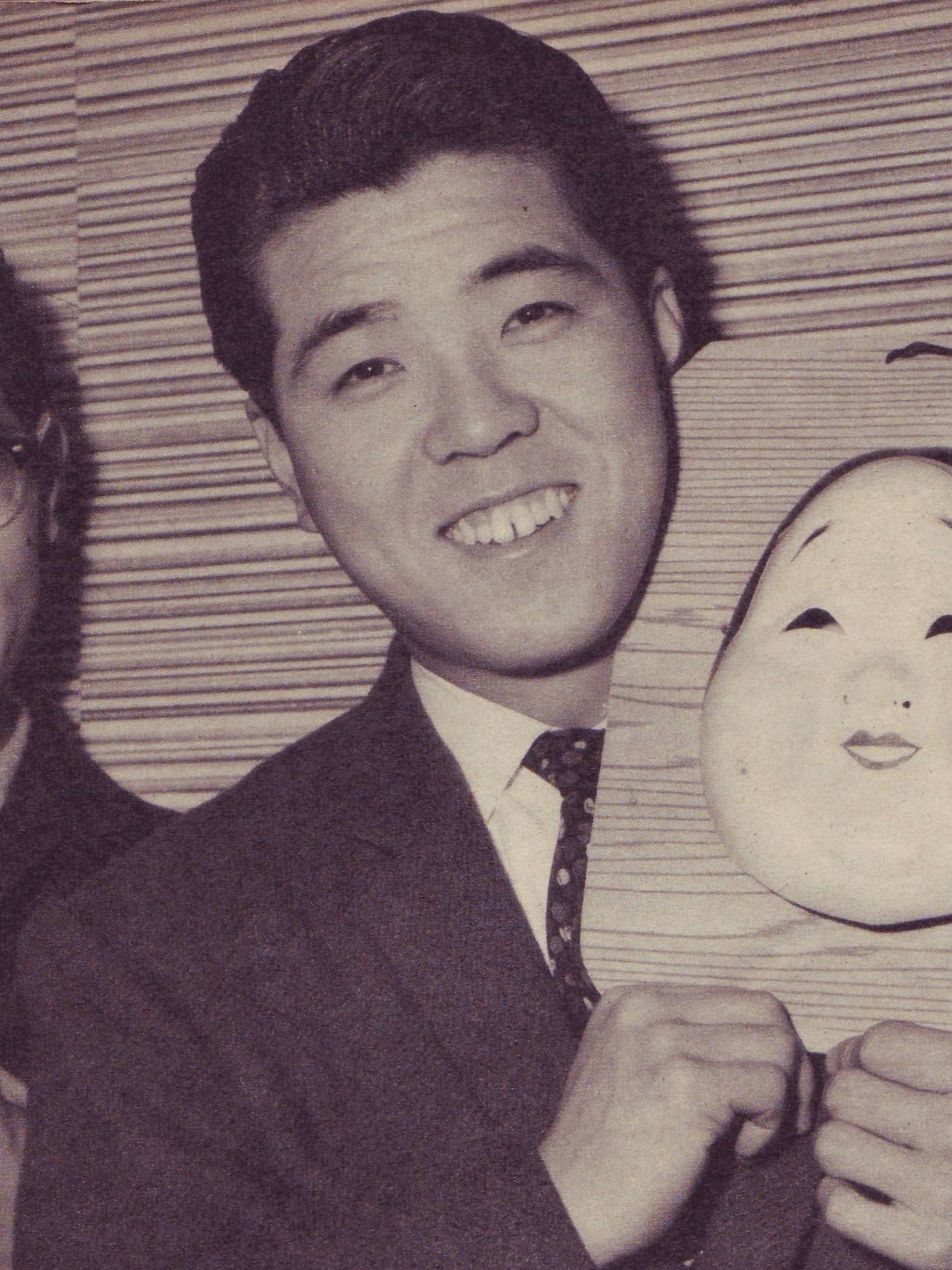
南海選手時代（1959年1月）

NPB戦後初（史上2人目）の三冠王を達成（世界のプロ野球史上初の捕手による三冠王）。実働26年で本塁打王9回、打点王7回、最優秀選手5回は歴代2位かつパ・リーグ最多記録（歴代1位はいずれも王貞治）。NPB最多記録として、通算打席数、通算打数、通算犠飛数、通算併殺打数、ベストナイン19回がある。オールスターゲーム21回出場も歴代最多。歴代2位の記録は出場試合数（1位は谷繁元信）、通算安打数（1位は張本勲）、通算本塁打数（1位は王貞治）、通算打点数（1位は王貞治）、通算塁打数（1位は王貞治）。捕手を務めながら通算RCWIN歴代5位を記録した。
野球選手としての現役生活は1954年から1980年の27年間にわたり、南海ホークス、ロッテオリオンズ、西武ライオンズでプレーした。うち1970年から1977年の8年間は南海で選手兼任監督を務め、初年度の1970年は選手として全試合に出場し42本塁打114打点を記録。1972年には7度目の打点王（101打点）を獲得。1973年にはパ・リーグ優勝監督となるとともに選手として5度目のシーズンMVPに輝いた。監督兼任の8年間で放った本塁打は200本に上る。
選手引退後は野球評論家として活動。テレビ中継で配球の予測と打者心理を解説する野村スコープが話題を呼ぶ。
1990年から1998年までヤクルトスワローズ監督を務め、シーズン優勝4回、日本一3回。翌1999年から3年間、阪神タイガースの監督を務める。社会人野球のシダックス監督を経て、2006年から2009年まで東北楽天ゴールデンイーグルスの監督を務めた。
プロ野球監督として、3204試合（歴代2位）1565勝（歴代5位）1563敗（歴代最多）を記録。このうち「平成」（1989年1月8日 - 2019年4月30日）期間の勝利数1053は同時代における最多記録。シーズン優勝5回は歴代9位、日本一3回は歴代6位。
退任後の2010年から2012年まで東北楽天ゴールデンイーグルスの名誉監督。2010年から亡くなるまでサンケイスポーツの野球評論家。多くの著作を執筆し、テレビ出演を重ねた。日本体育大学客員教授も務めた。
愛称は「ノム」（ノムやん・ノムさん）「ムース」。血液型はB型。「ムース」とはロッキー山脈に生息する「ヘラジカ」のことであり、日米野球で来日したウィリー・メイズが、のそっとしているが周囲をよく観察して色々な動きによく反応していることから名づけた。また「和製ベーブ」とも呼ばれた。
生涯で二度結婚しており、2人目の配偶者が野村沙知代（2017年死別）である。沙知代との間に息子・野村克則がいる。前妻との間にも息子が1人いる。継子（沙知代の連れ子）に団野村、ケニー野村がいる。
生前、自著で幾度か「何よりも自分は働く人間」と述懐していた通り、幼少の時から亡くなる直前まで、第一線を退くことなく野球を続け、オフや休日にも講演やテレビ出演、執筆活動など数え切れないほどの仕事をこなすなど、仕事に対する執着心は非常に強かった。
晩年の所属事務所はエフエンタープライズで、継子の団野村が運営するKDNスポーツジャパンがマネジメント代行を行っていた。

## 経歴

### プロ入り前
1935年6月29日、京都府竹野郡網野町（現：京丹後市）に野村要市・ふみ夫妻の次男として生まれる。父の要市は熊野郡下佐濃村（現：京丹後市）の生まれで、網野に出て食料品店「野要」を営んでいた。
ところが、日中戦争に出征した父・要市が1938年11月26日に武漢の野戦病院で戦病死し、さらに母・ふみが1943年に子宮癌、翌1944年に大腸癌を患ってしまう。母は一命をとりとめたものの、手術費用を支払うために店舗兼住宅を売却したことで「野要」は廃業に追い込まれ、一家はたちまち貧困状態に陥ってしまった。その間、野村は兄・嘉明と共に父方の祖父・安治郎に預けられて下佐濃に居たが、母の退院後に一家は網野に戻って借家住まいを始めた。母は戦中は看護師、戦後は丹後ちりめんの織工として働き、また祖父の安治郎が米を分けてくれたため何とか生きていくことはできたが、傷んだ狭小な借家での苦しい耐乏生活を強いられた。そこで野村は家計を少しでも助けるため、網野に戻った小学3年生の頃から兄と共に新聞配達やアイスキャンディー売りなどのアルバイトをした。
そうした生活の中で野村が興味を抱いたのは野球だった。ただし金銭的余裕が全く無かったので、古雑誌をもらって来てはプロ野球の大スターであった赤バットの川上哲治・青バットの大下弘らの写真を見て学び、またバットも買えないため、海水を一升瓶に詰めて持ち帰り素振りをしていたという。中学2年生で野球部に入ると、体が大きかったので捕手に回され、3年生の時には奥丹後地方予選で優勝。京都府大会でも四強に入り、青年団の補強選手にもなった。家の経済事情もあり、野村は中学卒業と同時に室町の呉服店に就職するつもりでいたが、兄から高校進学を勧められる。野村は兄の通う京都府立峰山高等学校の工業化学科に合格したものの、母からは学業成績が優秀な兄を大学へやるから、中学卒業後は働くようにと言われる。しかし、兄が野村を高校へ進学させるために大学進学を断念して就職し、さらに野村が奨学金をもらえるように同校の野球部長をしていた教員の清水義一に頼み込んでくれた事もあり、野村は高校に進学することができた。
峰山高校の体育教師（糸井嘉男の祖父）は高校時代の野村を「あんな運動神経の発達した生徒はちょっとありません。排球をやらせたって、他の生徒とは群を抜いていますよ。あれなら水泳だって、柔道だってこなすでしょうし、角力取りにでもなれるかも知れません」と評している。野村は1年生からレギュラー捕手となったが、峰山高校は甲子園など夢のまた夢という学校で、野村の在学中も3年生の時に京都府予選の3回戦まで進んだのが最高と、とてもプロ野球のスカウトが訪れるような環境ではなかったため、清水は野村のために各球団の監督に手当たり次第に推薦状を送った。その中で南海ホークスの鶴岡一人（当時は山本姓）監督だけが返事をくれ、2年生だった1952年7月24日に西京極球場で行われた府予選1回戦（対花園高校）で、約束通り観戦に来た鶴岡の見守る中、野村は本塁打を放った。試合後に鶴岡は、富永嘉郎スカウトを介して「三年辛抱する気があるなら、毎年秋に入団テストを実施するので、その時に彼を寄越して下さい」と清水に伝えた。
3年生になった野村は、たまたま巨人のテスト生を募集する新聞広告を見つける。野村は巨人の入団テストを受けるつもりでいたが、清水から監督さんが約束通り見に来て下さった南海の入団テストを受けるようにと言われて南海のテストを受験し、9月に一次テスト、11月に二次テストを受け、合格が決定した。遠投のテストは自信が無かったが二軍選手でテストを手伝っていた河知治に「もっと前に行け（前で投げろ）」と言われ合格基準を超える事が出来た。ところが既に就職活動で鐘紡と国鉄（福知山鉄道管理局）から内定を得ていたこともあり、母と兄はプロ入りに反対した。特に兄は筒井敬三、松井淳の両ベテランに加え、小辻英雄ら有望な若手もいて捕手の層が厚い南海では厳しいのではないかと心配したが、野村の決意は固く、清水も「ダメだったら私が責任を持って就職口を用意します」と取りなしたので、最終的には母も兄もプロ入りに同意した。

### 現役時代

#### レギュラー獲得まで
高校卒業後の1954年、南海にテスト生として入団した。背番号は60。同期入団には宅和本司・戸川一郎・皆川睦雄らがいた。
シーズン序盤に松井と並ぶ主戦捕手の筒井が故障離脱したため、野村はテスト生ながら1年目から小辻や外野手兼任の田中一朗と二番手捕手の座を争うチャンスが巡ってきた。当時の南海は、シーズン中は中百舌鳥球場横の合宿所に一軍選手と二軍選手が同居しており、また関西のパリーグ球団は二軍が別行動で遠征することはなく、一軍と帯同するか本拠地に居るかしたので、二軍に好調な選手がいると即日一軍昇格させることが可能だった。まず6月17日の西鉄戦で代打として一軍戦初出場を果たしたが、この時は清水に手紙で「目がくらんでボールが見えませんでしたし、足がぶるぶる震えて立っていられないくらいでした」と書き送ったほどの極度の緊張状態で三振に終わる。以後は守備からの途中出場が主となり、7月13日の近鉄戦ではスタメンでも起用された。その後、西鉄との優勝争いが終わるとまた出場機会を与えられ、10月20日第二試合の大映戦ではスタメンマスクからのフル出場を果たし、中村大成とのバッテリーで完封を収めた。一方で打撃面では9試合（代打1試合、捕手8試合）の出場で11打数無安打に終わった。
野村は入団から半年後に肩を傷めており、シーズン中は痛みをこらえながらプレーしていたが、オフには二塁への送球ができなくなるほど痛みが悪化しため、一塁手へコンバートされた。2年目の1955年は、春先は肩痛の影響でバットを強く振り切れない状態だったが、この年に発足したウエスタン・リーグで打率2位の成績を残した。しかし一軍での試合出場は無く、シーズンオフに球団事務所で職員から「国へ帰って百姓か土方でもやったらどうだ」と口頭で事実上の戦力外通告を受けたが、野村は「無給でも構いませんから残してください」と必死に食い下がり、職員を根負けさせて残留を勝ち取ったという。ただし、南海在籍時の1953年秋に野村の入団テストの試験官を務めた笠原和夫は、高橋ユニオンズに移籍して選手兼任監督になっていたこの1955年オフに、捕手補強のため鶴岡に野村を譲ってほしいと頼んだが「あいつは将来やれるぞ」と言われて断られたので、かわりに筒井を出してもらったと語っており、鶴岡は球団によるこの戦力外通告を承知していなかった可能性がある。
その頃、翌年2月に春季キャンプを兼ねたハワイ遠征を実施するという計画が発表され、その際に二軍選手からブルペンキャッチャー要員を一名連れて行くという話が聞こえてきた。野村は秋季キャンプで必死に練習して二軍首脳陣へ猛アピールし、その甲斐あって二軍からの推薦でハワイ遠征のメンバーに抜擢された。遠征には補助要員としての参加だったが、ハワイ到着後に正捕手の松井が肩の痛みを訴えて出場を控え、上記のように筒井も高橋へ移籍していたため、捕手に戻った野村にも試合出場の機会が回ってきた。すると野村は打撃でも好成績を残し、また肩の故障の回復具合も良く、結局ハワイ遠征ではほとんどの試合で野村がマスクを被ることになった。野村は1963年にこの時の事情を「松井さんや小辻さんにしても、エキシビジョン・ゲームぐらいは、辛い捕手なんかするより、ベンチに坐っていたほうがいい。いくら打っても野村みたいな二軍捕手に負けるはずがない、と思っていたに違いない」と回想している。観光気分が抜けない一軍選手たちが精彩を欠く中で、生き残りに必死な野村のプレーと練習態度は鶴岡ら首脳陣にも好印象を与えていたが、遠征最終日の夜に円子宏と共にハワイに住む戸川の親類の家に招待されて歓待を受けた際に門限を破ってしまい、野村と戸川・円子の三名は鶴岡に「貴様たちはハワイまで何をしに来たのか！」と一喝されて殴られた（他に宅和と島原輝夫も同様の理由で鶴岡に殴られている）。つかみかけた最大のチャンスを自らの不始末で台無しにしたと思った野村はすっかり落ち込んでいたが、翌日の帰路でウェーク島に寄港中に、鶴岡から「こんどのハワイ遠征は何も収穫はなかった。けどな。お前と野母（得見）だけは収穫やった」と語りかけられた。鶴岡は一連の事情について「野村は入団直後に肩を痛めた。ブルペン捕手の傍ら、打撃を生かすため一塁手をやらせていた。温暖なハワイでのキャンプで肩も回復し、このキャンプの成果となった。高橋ユニオンズの誕生にともなう捕手放出、ハワイの温暖さなど、どれ一つ欠けても後の野村はなかっただろう」と述懐している。
こうして迎えた3年目の1956年には背番号が筒井の着けていた19に変わり、開幕戦から一貫して一軍で起用される。野村は捕球・送球の未熟さが目立ち、チーム内にも野村より守備力に優れた松井を起用して欲しいとする意見が多く、野村も「強打者として買われていたから松井さんからレギュラーを奪えたが、自分が打撃に悪影響のある怪我をすれば、すぐに松井さんに代わってしまう」と思っていた。しかし鶴岡は中心打者として育て上げるために辛抱強く野村を使い続け、前半戦は松井との併用だったが、後半戦は主に野村がスタメンマスクを被りそのまま正捕手に定着した。野村と同時に一軍に抜擢された広瀬叔功もやはり守備難に苦しんでいたが「致命的と言われかねない欠点に目を向けるのではなく、私（広瀬）なら足、ノムやんなら打撃という長所に着目して経験を積ませる」鶴岡の方針で、二人ともエラーをするたびに鶴岡から「このバカたれ！」と怒鳴られながらも、スタメンを外されることなく我慢強く起用してもらったと述懐している。その甲斐あってレギュラー獲得1年目で早くもベストナインに選ばれた。

#### 戦後初の三冠王
4年目の1957年には山内和弘（毎日）、中西太（西鉄）ら並み居るスラッガーを抑え本塁打王のタイトルを獲得。杉浦忠、広瀬叔功、皆川睦雄らと共に南海の黄金時代に大きく貢献した。南海は1959年、1961年、1964年、1965年、1966年にリーグ優勝、そのうち1959年と1964年は日本一になっている。
1960年に中原宏の紹介で西宮で鉄工所を営む家の娘と見合いをし結婚。翌年には長男が誕生する。妻は野村の体調管理に気を遣い、特に食事面に関しては年間を通じて献立を計画して夏場に胃腸の調子を崩さないように配慮した。甲子園での阪神戦のたびに西宮の野村邸を訪れて親しく付き合っていた王貞治は、1960年代の野村家の様子を「ボクも家庭もつんなら、ノムさんみたいにのんびりしてるこういう家庭がいいね。（ナイターの為に）二時ごろまで寝てて、奥さんが全部ちゃんとやってくれるんだから。野球だけやってればいいんだからね」と語っており、野村自身もまた1965年5月の『週刊ベースボール』の取材に対して「（妻の）料理は天下一品やもんね。スタミナつけてバリバリ打つように操縦されてるようなもんや」と語り、同年12月に刊行された初の自著の中でも「僕が安心してプレーできるというのも、家庭というバックボーンのお蔭である」と述べていた。また妻は、捕手兼四番打者としての重責に思い悩む野村に自家と付き合いのある天台宗の高僧・葉上照澄に相談するよう勧め、これにより野村は精神的なスランプの打開に成功し、以後葉上は野村の後援者となった。
こうして私生活の安定を得た野村は、迎えた1961年シーズンに中田昌宏（阪急）と並ぶ29本塁打を放って4年ぶりに本塁打王を獲得。同年に捕手としてはB.ハリス以来24年ぶり2人目、戦後初となるMVPを受賞した。この年から8年連続本塁打王を獲得するなど、以降は打撃タイトルの常連になっていった。1962年、別当薫（毎日）の持っていたパ・リーグ記録のシーズン43本塁打（1950年）を抜く44本を記録。この年からは打点王も6年連続で獲得し、6年連続二冠王となる。1963年には小鶴誠（松竹ロビンス）のプロ野球シーズン記録51本塁打（同上）を破る52本を残し、340塁打・135打点は当時のパ・リーグ記録。52本塁打は翌年に巨人の王貞治が55本を打ったことによりプロ野球記録としては更新されたが、パ・リーグ記録としては2001年に近鉄のタフィ・ローズが55本を打って更新するまで長く残っており、捕手として50本以上打った選手はメジャーリーグを含めても野村だけである。また、1985年にロッテの落合博満も52本塁打を記録したが、これも2022年に56本塁打の村上宗隆（東京ヤクルトスワローズ）に更新されるまで、日本出身の同国籍選手における最多本塁打記録であり落合も最多タイ記録であった。
しかし翌1964年には各球団からの厳しいマークを受けて序盤戦は打率2割を切るまでに低迷する。そのため南海も5月20日の時点で借金を抱えて5位に沈み、メディアからチーム不振の原因として指弾されたが、鶴岡はメディアに対して「ノムが当たらんとウチは何点取れるか見通しが立たん。けどな、チーム不振の原因はノム、ノムと言わんといてや。しばらくそっとしてやってほしいんや。アイツは必ず打つから…」と言い続けて野村を庇った。
夏に入り野村が復調して打ち出すとチームも安定して勝ち始め、阪急を逆転して3年ぶりにリーグ優勝を果たし、日本シリーズでも阪神を破って5年ぶりの日本一を達成した。ところが12月2日の契約更改交渉で、二冠王を維持しチームが日本一になったにもかかわらず本塁打（52本→41本）と打率（.291→.262）の数字が前年度より大きく低下したことを理由に20％の減俸を提示された。あまりのことに激怒した野村は更改を拒否し、最低でも現状維持でなければ納得できないのでトレードに出せと球団側に要求した。野村の失望と怒りは激しく、その日の深夜に葉上照澄へ電話で「馬鹿にしている。野球はやめる」と訴えるほどであったが、29日には減額を受け入れて契約した。当時の野村は小山正明らの内角攻めを苦手にしていたが、このオフに近鉄から移籍してきたジャック・ブルームから春季キャンプで「腕を折りたためばいいんだ」と教わり、スタンスを狭くしてバットを余らせて持つように打撃フォームを改造した。
1965年には初の首位打者を獲得し、1962年から継続中の本塁打・打点の二冠と合わせて戦後初の三冠王に輝く。野村は後に「あの年（1965年）は、（首位打者争いの常連の）榎本喜八と張本勲の調子が良くなくて俺は3割2分で首位打者を獲れた。本当にラッキーだったんだよ」と語っている。ちなみに野村が首位打者を獲得したのはこの1965年のシーズンだけであり、自己最高打率でもあった。捕手の三冠王はメジャーリーグでも前例がなく、鶴岡は「捕手という重労働の中で、ノムは三冠王をものにした。それだけに、ほかの選手がやる以上にりっぱなものです。捕手で三冠をとったのは、もちろん世界で初めてです」と祝辞を述べている。ところが、11月17日にこの年限りで退団する鶴岡に代わる新監督に就任したばかりの蔭山和夫が急死してしまう（南海蔭山新監督急死騒動）。蔭山の訃報が伝わると、選手・コーチらチーム関係者が集まって緊急会議が開かれ、その中で鶴岡に監督へ復帰してもらうべきという意見が出された。選手の一部からは「辞めた人に今さら帰って来てもらうのはどうか」という声も上がったが、野村は「親分が南海にもどってくれんのなら、ワシも野球はやめや」と言い切ってその場をまとめると、チーム最年長の杉山光平と共に鶴岡邸に赴き南海への復帰を懇願した。蔭山の死で激しく気落ちした鶴岡は南海への復帰を躊躇したが、蔭山の密葬が執り行われた19日には野村の説得を聞き入れて復帰を受諾し、20日に催された球団葬で野村は「蔭山さん、親分も帰ってきて下さいました。蔭山さんの遺志を僕たちは立派に継いでいきます。どうか安心してお眠り下さい」と弔辞を述べた。
1968年からはコーチ兼任となる。最初は「苦労していた財産を、月給を10万、20万上げてもらったぐらいで教えられるかい」とコーチ就任に難色を示したが、グラウンドに顔を出して片隅でティーを黙々と続ける高畠導宏に関心を示し、キャンプ中も一日も欠かさずに指導した。ジョージ・アルトマン（東京）と僅か1打点差で打点王を逃し、連続打点王と二冠王が途切れる。同年にはパ・リーグ初の3桁四球となる103四球と38敬遠でリーグ記録を更新したが、オフに母親が逝去。通算三振記録が1位となり、1986年6月14日に衣笠祥雄が更新。また鶴岡がこの年限りで監督を退任した。
1969年、野村はシーズン中に二度の大怪我に見舞われた。一度目は5月29日の対阪急戦での負傷で、この影響により6月4日から26日にかけて、南海は当時のパリーグワースト記録となる15連敗（1引分を含む）を喫した。二度目は7月12日の対近鉄ダブルヘッダー第1試合の守備で、走者の岩木康郎が本塁に突入した際に強く体当たりされて左肩を痛めて負傷退場し、オールスターも出場を辞退した。怪我の影響で最終成績は22本塁打、52打点に終わり、1961年以来守り続けてきた本塁打王は阪急の長池徳二に、さらにはレギュラー獲得以来13年連続で守り続けてきたベストナインの座も阪急の岡村浩二に明け渡した。チームの大黒柱である野村の故障が主因となって、南海は戦後初の最下位に終わり、飯田徳治監督は責任を取ってこの年限りで辞任した。

#### 選手兼任監督
飯田の辞任にともない、南海は後任監督の選定を余儀なくされることになった。川勝傳オーナーは、最下位に終わった球団を再建するため、この年限りで現役引退するドン・ブレイザー内野手を新監督に据えようとしたが、球団幹部らの猛反対に遭って頓挫し、代わりの候補として名前が挙がっていた西沢道夫や青田昇ら外部の大物のとの交渉も不調に終わったため、南海の取締役会は現役選手の野村を次期監督に推挙した。鶴岡が1960年代前半の時点で「自分の後任は、第一候補は蔭山、第二候補が野村」という構想を周囲に示していたように、野村の監督就任は以前から予期されていたことではあったが、前シーズンこそ酷い怪我に苦しんだとはいえ、まだ選手としての実力は衰えていなかったこの時点での監督就任は時期尚早の感があり、野村自身も「プロ野球の監督は一度は経験したいと思っているが、今はまだ早すぎる」と就任に難色を示していたが、球団後援会の「もうなんといっても、野村は監督を引き受けなきゃいかん。鶴岡さんの次は蔭山さん、その後は野村というのが南海の監督路線だったが、蔭山さんが急死して、飯田さんがいわばピンチヒッターとしてはいってこられただけのこと。野村は引き受けるべきだ」という意見に押され、本社と球団が全面的にバックアップすることを条件に就任要請を受諾し、1969年11月5日に34歳の若さで選手兼任監督に就任した。永井良和は「鶴岡は自らの後任として飯田、そしていずれは野村という構想をもっていたが、その時期が早まった」と述べている。
野村はブレイザーをヘッドコーチに迎え、投手コーチに日通名古屋の監督であった古谷法夫、打撃コーチには日刊スポーツ、TBS専属の野球評論家の沼澤康一郎を招聘した。野村は以前からブレイザーの野球への知識に感銘を受け、共感できる部分が多いと考えており、「ブレイザーがヘッドじゃなきゃ監督は引き受けなかった」と語っている。監督と選手を兼任するプレーイングマネージャーとして「4番打者」「捕手」「監督」の3つの重責をひとりで担うことになった。広瀬叔功は自著で、兼任監督在任時の野村の年俸は選手分と監督分を合算すると税込みで1億円を超えていたと聞いたと述べている。
監督就任1年目の1970年は、補強が成功し、新外国人のクラレンス・ジョーンズが開幕からのロッテ3連戦で4発放つなど33本塁打、新人・佐藤道郎を抑えでフル回転させ、何とか投手陣をやり繰りして2位となった。佐藤は新人王獲得。選手としては67年以来公式戦全試合出場を果たした。前年不振だった打撃も復調し、東映の大杉勝男と最後まで本塁打王を争った。ともに42本でそれぞれのシーズン最終戦を迎え、ここで大杉が2本塁打を放ち、44本として野村に2本差をつけた。これに対し野村は打席数を増やすためにそれまで全試合座っていた4番を捨てて1番打者として出場したが、本塁打を記録できず、大杉が初の本塁打王となった。10月18日の西鉄ライオンズ戦で東尾修から史上4人目となる2000本安打を達成。
2年目の1971年は、島本講平が入団して、打者に転向、ブレイザーが連れてきたサッド・ティロットソンも不安定で大誤算、勝率が5割を切って4位で終わり、門田博光が120打点で打点王を獲得。3割31本塁打。桜井輝秀が二塁手のレギュラーに定着。ここで野村は他球団で燻っていた投手たちの獲得を目指すことにした。トレードで東映から江本孟紀、佐野嘉幸を獲得し、高橋博士を放出した。
1972年、トレードで獲得した江本は前年0勝から飛躍して16勝を挙げてチームのエースに成長し、野村の手腕は高く評価された。佐藤が怪我から復帰して11試合連続リリーフ登板の日本記録を作る。一方、チームでは一部選手が野村の指導にはついていけないと首脳陣にこれまでの方針撤回を迫り、クーデターが起こった。それに対して野村は代表して意見を具申してきた三浦清弘に対して、強制的に任意引退の手続きを取るという強硬な手段に打って出た。最終的に三浦は、同じ大分出身の稲尾和久が監督を務める太平洋クラブ・ライオンズへトレードで移籍した。ちなみに野村自身は選手としてトリプルスチールをシーズンで2度記録した活躍もする。この年、5年ぶり7度目の打点王を獲得、史上初の1500打点、550本塁打、16年連続20本塁打を達成。広瀬が550盗塁を達成。
1973年、パ・リーグは前後期制とプレーオフ制度を導入した。前年活躍の江本、西岡三四郎、巨人から移籍の山内新一、松原明夫が先発の仲間入り、佐藤もストッパーとしての役割を果たし、南海は前季にロッテ・オリオンズと優勝争いを繰り広げ、ロッテを制し前期優勝を達成した。しかし後期は、前年まで2年連続優勝していた阪急ブレーブスに対し全敗となる13連敗を記録した。プレーオフでは実力は南海より上と見られていた阪急を3勝2敗で下し、1966年以来7年ぶりのリーグ優勝を達成した。しかし、日本シリーズでは巨人に1勝4敗で敗れ、V9を許す結果となった。監督兼任でありながら選手としても.309、28本塁打、96打点の成績を残し、1966年以来5度目となるパ・リーグMVPに選出された。
1974年、野村が開幕直後怪我で欠場するアクシデントに見舞われ、前期は4位、盛り返した後期は2位、佐藤が初代のセーブ王に輝いた。ドラフトでは野村の一声で新井鐘律を2位指名している。
1975年オフには、巨人から水面下で選手兼任ヘッドコーチとして移籍を打診されるが、実現しなかった。この年巨人は球団史上初の最下位に終わり、巨人の球団常務だったロイ佐伯、広報担当の張江五（いずれも当時の肩書）が戦力補強とコーチ陣のてこ入れのため野村と極秘に接触して交渉した。当時、チーム内の派閥抗争に巻き込まれ孤立していた野村は快諾したが、監督の長嶋茂雄が同意しなかったため、“巨人・野村克也”は幻に終わった。
1976年は、1月に阪神タイガースとの間でトレードの交渉をまとめ、その結果、江本孟紀、島野育夫、池内豊、長谷川勉ら主力の4選手を放出し、阪神のエースだった江夏豊と望月充の2選手を獲得した。だが江夏は移籍1年目に思うような成績が挙げられなかったことから、江夏をリリーフ専任投手として再生することを決断。江夏はリリーフへの転向を拒んでいたが、野村は「プロ野球に革命を起こそう」と口説き、江夏はその言葉に心を動かされて、1977年6月からリリーフに転向することに同意した。この年19セーブを挙げて最優秀救援投手に輝いた。江夏は「『革命』と言われなかったらリリーフ転向はOKしなかったと思う」と語っている。投手分業制を提唱し実践していた近藤貞雄の存在や、江夏のこの活躍などがあってリリーフの役割の重要性を球界に認識させ、先発、中継ぎ、抑えというピッチャーの分業を本格的に定着させるきっかけとなった。山内がエースとして踏ん張り20勝、藤田学が11勝で新人王に輝いた、門田、藤原満が好調でチーム147盗塁と新たな面を見せたが前期後期ともに阪急に屈して2位。柏原純一が一塁手のレギュラーに定着。
1977年は広島から金城基泰が松原とのトレードで加入、ゲイル・ホプキンスとも契約した。前期2位、後期3位と優勝争いした。河埜敬幸がレギュラーに定着。9月28日、シーズン終了まで2試合を残して監督を解任された。当時はまだ愛人関係にあった沙知代（当時は伊東芳枝）の「チーム・選手への口出し、および度重なる公私混同」が理由である。同僚投手の江本孟紀（のち参院議員）によれば、沙知代は大阪球場に電話をかけてきて「なんであんな選手を使ってるの！」「コーチを出しなさい」などと怒鳴り、選手起用が悪いからバッティング・コーチを電話口に呼び出せと言ったという。選手たちも「えらいこと言うオバハンやな」「公私混同でひっかきまわないでくれや」とうんざりしていたという。1975年オフ、選手会は緊急の会合をもち、「野村監督に忠告しよう」と決議したもののベテランは尻込みし、中堅選手も次々に腰が引けたため、結局最後まで残った江本、西岡三四郎、藤原満の3人が大阪のホテルで野村に直談判した。3人は「監督、プレーイングマネージャーなんですから、公私の区別をきっちりつけて選手が納得できるよう収めてください。」と話し、野村は神妙な面持ちで聞き「やっぱり話の分かる人だな。」と江本らは安心して引きあげた。しかし、江本、西岡は同年オフにトレードで移籍した。新井は「沙知代さんの行動には疑問を抱えていた。チームバスに堂々と乗り込む姿に『何で監督は許しているのか』と感じていた。解任劇も仕方がないことなのかなと思っていた」と述べている。
野村は球団から監督を解任を通告された後、マスコミの前から姿を消していたが、10月5日に大阪ロイヤルホテルにて記者会見を開いた。会見の冒頭で「私は鶴岡元老にぶっ飛ばされた。スポーツの世界に政治があるとは思わなかった」と切り出し、自分が解任されたのは球団OBの鶴岡一人による介入だと主張した。また「チーム・選手への口出し、および度重なる公私混同」についても、沙知代はコーチ会議に出した覚えもないし、それほど常識のない女とも思っていないと発言し、球団が自身を解任した理由には正当性がないと主張した。鶴岡は、野村の主張は事実無根であると南海に対し抗議し、南海も野村に対し発言を撤回するよう訓告文を送付した。野村と南海は大きく対立したが、野村は14日、球団に対し「表現に行き過ぎがあった」と認め、南海も野村の謝罪を「誠意あるもの」であると受け入れ、騒動は一応の決着がついた。
1977年11月、監督の金田正一から誘いを受け、ロッテへの移籍が決定した。南海の選手のうち、野村の解任に反対していた柏原純一と江夏豊がトレードを主張した。南海は他球団と交渉し、江夏は広島への金銭トレード、柏原は日本ハムとのトレードが成立した。江夏は広島への移籍に同意したが、柏原は野村が移籍したロッテへのトレードを訴え、受け入れられない場合は任意引退も辞さないと強硬に主張した。しかし、柏原は翌1978年1月に日本ハムへの移籍を受け入れた。
南海は野村、柏原、江夏ら主力選手の流出によって戦力が大幅に低下し、翌年以降はBクラスに低迷し1988年限りでダイエーに身売りした。

#### ロッテ・西武時代
南海退団直後の1977年11月17日、金田正一監督率いるロッテが獲得の意思を示し、選手として移籍。懇意にしていた草柳大蔵からの「生涯一書生」という禅の言葉を教わり、新たに「生涯一捕手」を標榜した。この言葉は流行語となり、今でも野村の代名詞の一つとなっている。金田は野村を戦力としては期待しておらず、野村の豊富な知識と経験、長年にわたって蓄積したデータを丸ごと手に入れることが獲得の目的だったと言われる。また金田は同時に江夏の獲得を望み、実際に野村を介して江夏にロッテ移籍を打診するも、江夏が金田の下でプレーすることを拒み、破談。野村は代替案として柏原獲得を進言するも、金田が拒否し、結局野村単独での移籍となった。
当時ロッテの投手だった村田兆治は「足の遅い私にとっては鈍足の野村さんは憧れの選手」、また村田によると「野村さんは川勝オーナーが金田監督に頼んでロッテへ移籍してきた」と述べている。野村はロッテの一選手として親子ほど歳の違う選手と一緒に練習をしていると、何とも言えない虚しさを感じたという。ところが金田から「若手らにいろいろ教えてやってくれ」と言われアドバイスするとコーチ陣から煙たがられ、金田から「コーチがやりにくいと言っている。悪いが、教えるのはやめてくれ。」と言われた。同年オフ、ロッテのオーナー重光武雄から「監督をやってくれませんか」「ロッテを君に再生してもらうしかないんだ。本当の野球を教えてくれ」と言われ監督就任を要請されるが、金田が誤解すると察し、固辞し、同時に自由契約となる。ロッテは野村への監督要請を打ち切った翌日に山内一弘の監督就任を発表している。
1978年12月1日、根本陸夫監督率いる西武へ移籍。全体の練習スケジュールから1人だけ外れ、バットを握ることもなければ、ブルペンに座ることもなかった。プロ6年目の外野手で、キャンプで同室であった春日昭之介が、野村のノートを目撃している。そこには実験レポートのように箇条書きで何らかの数字がズラッと列挙されていた。その数字は、ほかの選手より3分の1ほど少ないキャッチボール数、ランニング量、受けたノックの数、さらには誰もいないサーキット場で黙々と励んだウエイトトレーニングの回数であった。1979年には、アンダースローからストライクゾーンの高めへ速球を投げ込んで勝負していた新人の松沼博久に「ボールのイメージで投げろ。振ってくれるから」とアドバイス。実際に打者のバットは空を切り、それによって低目へのシンカーも効果を発揮するようになったという。1980年は控えに回ることが多くほとんど目立った活躍はなかったが、オールスターゲームには全パ・西本幸雄監督の推薦により出場。1950年代、1960年代、1970年代、1980年代の4つの年代での出場は史上唯一の記録である。また、選手として22回のオールスター選出は歴代最多で、最多安打・最多二塁打記録も持つ。このうち1957年から1977年まで21年連続でファン投票選出されており、ファン投票選出回数、連続選出回数ともに王貞治と並ぶ歴代最多記録となっている。同年8月1日に前人未到の3,000試合出場を達成。同年11月15日に引退を表明、実働26年、45歳だった。最後の本塁打は7月29日の対阪急戦で放ったもので、このとき45歳1か月、岩本義行の持つ最年長本塁打記録（45歳5か月）に4か月及ばなかった。出場試合数は3017試合まで伸ばし、この記録は2015年に谷繁元信に抜かれるまで35年間、歴代1位だった。

#### 現役引退
野村が引退を決めたのは現役最後の年である1980年9月28日の阪急戦（ダブルヘッダー）だという。この日、野村は捕手として第1試合にスタメン出場。4-3と西武が1点を追う展開の8回裏、一死満塁で迎えた野村の打席で、根本監督はここまで3打数ノーヒットだった野村に実働26年の選手生活で唯一となる代打（鈴木葉留彦）を送った。犠牲フライくらいはいくらでも打てると思っていた野村は愕然とし、ベンチに下がった後代打策の失敗を祈っていた。結局鈴木はショートゴロ併殺打に倒れ、その瞬間「ざまあみろ」と思ったという。この逸機が響いて西武は試合に敗れた。野村は帰途の車中、自分の気持ちが勝利を目指すチームとは逆の方向に向いてしまったことを悔い、引退を決めたという。なおこの日は、途中出場した第2試合を含めて12盗塁を許していた。
11月15日、記者会見を行い現役引退を正式に表明した。翌16日の引退セレモニーでは西武全選手が一・三塁間に横一列で並び、一人ずつピッチャーマウンド上のマイクで言葉を贈った後キャッチャーズボックスで構える野村に投球し、それを野村が受けるというものだった。南海の高卒新人捕手香川伸行から花束贈呈された。その後の記者会見終了後の野村の肩にはハローキティのカメラを持った当時小学1年生の息子・克則が乗っていた。
なお、打席時に着用したヘルメットは南海時代から引退まで、塗装を塗り替えながら使用し続けた。そのヘルメットは引退後西武球団に保管されていたが、5年後に清原和博に引き継がれる。入団時、自分に合うサイズのヘルメットがなく、たまたま見つけたヘルメットがピッタリと合ったことにより、引退まで使い続けた。

### 解説者時代
1981年からTBSテレビ・TBSラジオの野球解説者（1982年まで）およびサンケイスポーツの野球評論家を務める。
1983年からは、テレビ朝日の野球解説者を務め、プロ野球中継では「ノムさんのクール解説」と称されていた。1984年度からは、野村の持つ知識や経験を視聴者に分かりやすく伝えるために、コンピュータを使用して、野村の操作に応じて中継画面上にストライクゾーンや打者・投手の心理を示すグラフなどを合成するシステム、「野村スコープ」がテレビ朝日の野球中継に導入された。その導入時には中継画面が見づらくなるという懸念もあったが、野村スコープを使って提示される、野村の経験に基づいた捕手視点からの配球や打者心理の予測は、その的中率に視聴者に驚きを与え、また画面を通して試合に参加するような気分を味わえるなどと好評を博し、結果を伝えることが中心だった野球中継に予測という新たな価値をもたらした。
また、1981年から6年余り、『週刊朝日』で「野村克也の目」を連載した。
また1987年に沙知代がリトルシニアの少年野球チーム・港東（）ムースを立ち上げるとその監督に就任し、プロ球界復帰まで務めた。港東ムースが1990年夏に優勝した際に、式典に出席していた日本リトルシニア協会の副会長だったシダコーポレーション社長・志太勤と親しくなり、以後志太は克則の結婚式の媒酌人を引き受けるなど、野村の終生にわたる後援者となった。
1989年1月、野球殿堂入りする。
1981年オフにロッテから監督要請があったが断り、近鉄でも西本幸雄の後任として候補が挙がったが、内部昇格に切り替えたので、立ち消えとなった。

### 専任監督時代

#### ヤクルトスワローズ監督

##### 就任時の状況
1989年10月、野村はヤクルト本社社長の桑原潤の熱烈な要請を受けて、セ・リーグのヤクルトスワローズの監督に就任し、12年ぶりに現場に復帰した。
沙知代の長男であるダンは、1978年から1981年までヤクルトに選手として在籍し、引退後にはマイナーリーグ1Aのサリナス・スパーズのオーナーを務めていて、1989年シーズンには3人の選手（忰田幸也、鈴木康博、幸田正広）がヤクルトからサリナスへ野球留学で派遣されており、ヤクルト球団と野村家の間には以前から太いパイプがあった。7月に財界筋から桑原へ「野村氏がヤクルトなら、監督を引き受けるかもしれない」との情報がもたらされると、桑原は直ちに球団社長兼オーナー代行の相馬和夫に野村との接触を命じた。同年には他にダイエー、ロッテ、大洋の3球団からも野村へ監督就任の要請があったが、ダイエー、ロッテはセ・リーグの監督を希望する野村の意に合わず、大洋は戦力再建に時間がかかる状態であったために拒否した。これに対して、若く素質のある選手が揃っており資金力も豊富で、講演・評論で2億5千万円ほどの年収があるといわれる野村に相応の年俸を用意できるヤクルトへは、ダンを通じて就任に前向きな態度を示した。
本社社長の桑原が野村の招聘活動を進める一方で、球団社長の相馬は8月からこの年限りでの現役引退を表明していた生え抜きの若松勉を監督に就任させる準備を始めており、9月の時点では若松が次期監督就任濃厚と目されていたが、桑原は相馬の動きを押し止めるため球団経営への直接参加に乗り出し、相馬のオーナー代行職を解いて自らがオーナー代行に就任し、10月初旬には野村と会食して、契約金7千万円、年俸8千万円（いずれも推定）という条件を提示し、全面支援を約束して監督就任を正式に要請し、野村もこの要請を受諾した。
就任会見で桑原は「野村監督は、私が中心となって決めました。私がオーナー代行も兼ね、全社をあげてバックアップします」と宣言し、野村も「桑原社長には高く評価してもらったのだと思う」と語った。しかし1995年の開幕直前に、桑原が「おそらく野村監督も今季が最後だろうと思いますので」と発言するなど、桑原との関係が悪化していたこともあり、野村は一転して、桑原ではなく相馬に自分の野球理論を高く評価されたと主張するようになり、さらに桑原と相馬が死去した後には、全く縁もゆかりも無いヤクルトの監督をやるつもりはなく、当初は断ったが「あなたに受けてもらわない困る」と桑原ではなく相馬から頼み込まれたので渋々同意した。と主張するようになった。
コーチ陣は、打撃コーチ（ヘッド格）に南海時代からの参謀である高畠康真が就任した以外は、球団側の用意したヤクルトOBで固められた。また就任直後に高血圧性心疾患の疑いで慶應病院に入院したために、西都での秋季キャンプに参加することができず、こうした健康面での不安から一部では早くも「野村の次の監督」を推測する報道がなされた。

##### ID野球
1990年、データを取り入れるという意味の「ID野球」（Import data）を掲げてチームの改革を図る。主砲の池山隆寛や広沢克己らには、三振を減らすことや状況に応じたバッティングを指導。結果として、広沢は後に打点王のタイトルを獲得し（1993年）、池山もその1990年にキャリアハイの打率.303、97打点（本塁打は31）を記録した。また、ドラフト2位で入団した古田敦也らをレギュラーに抜擢、前年まで正捕手だった秦真司を外野手に、控え捕手だった飯田哲也を二塁手にコンバートした。しかし1年目は改革が勝利には結びつかず、開幕からの巨人戦は大里晴信の疑惑の判定もあり、2試合連続のサヨナラ負け、3戦目に初勝利を挙げるものの、その後も連敗を重ね結局5位に終わり、前年の4位を下回った。9月8日の試合では巨人の優勝が決まり、目の前で胴上げを見ることになった。野村の要請でコーチに就任した高畠は一年で辞任、高畠は「野村さんはすっかり変わってしまった。いろいろな事に疑心暗鬼になる人に変わってしまった。かつての野村さんはそんな人じゃなかった。相変わらず夫人の介入もありました」と語ったという。
1991年はキャンプ時から若手の成長が注目され、巨人の極度の不振（1979年以来12年ぶりにBクラスに転落）などもあってAクラスの3位に躍進。野村が徹底的な英才教育を施した古田は、守備面で大きな進歩を遂げるとともに首位打者を獲得。二塁手から中堅手へ再度コンバートされた飯田は強肩俊足を生かした華麗な守備と走塁を見せた。高津臣吾に「日本を代表する抑えになれ、潮崎哲也のシンカーを参考にしてシンカーを投げろ」と助言し、その成長を促した。
ID野球に倣い、IDバレー（眞鍋政義監督）やIDサッカー（野村雅之監督）など、他のスポーツでも「ID」を冠したキャッチコピーが使われるようになった。

##### セ・リーグ連覇と日本一
1992年に混戦を制してセ・リーグ優勝。胴上げ投手はこの年ケガから復活したベテラン伊東昭光だった。この年は前述の選手に加え、投手では西村龍次、岡林洋一、内藤尚行、高野光、野手では荒井幸雄、橋上秀樹、笘篠賢治、ジャック・ハウエルらが活躍。ベテラン選手の渋い活躍もあったほか、9月には故障から4年越しで復帰した荒木大輔の起用もあった。他球団から移籍してきた新浦壽夫、角盈男、金沢次男らは中継ぎ投手として、ヤクルト一筋の杉浦享や八重樫幸雄は代打として働いた。日本シリーズでは最終第7戦までもつれ込む激闘を演じたが、西武に敗れた。
1993年は長嶋一茂を巨人に金銭トレードで放出し、前年のリーグ優勝で自信を深めた古田、広沢、レックス・ハドラー、ハウエル、池山、荒井、飯田、秦のレギュラー陣が安定した活躍を見せた。投手では、新人の伊藤智仁が前半戦で大活躍。伊藤は酷使が祟ったのか故障で後半戦を棒に振るが、先発の伊東、西村、この年にカムバック賞を受賞した川崎憲次郎、中継ぎの内藤、8年目でブレイクした山田勉、リリーフエースとして定着した高津らの働きもあり、チームはそのままリーグ優勝。前年に続いて西武との対戦となった日本シリーズを、再び最終第7戦までもつれ込む激闘の末に制し、遂に日本一に輝いた。この年の12月31日に行われた第44回NHK紅白歌合戦では古田と共に審査員として出演した。
1994年は投手陣や古田など怪我人が相次いだこともあり、5月中旬を境に低迷。ペナントレース最終戦に勝ってようやく最下位だけは免れた。

##### リーグ優勝・日本一
1995年は、投手コーチに角盈男を招聘。投手の石井一久、山部太、高津、野手の古田、土橋勝征、池山、飯田らのほか、新人の稲葉篤紀、新外国人テリー・ブロス、さらに阪神を自由契約になっていたトーマス・オマリー、前ロッテのヘンスリー・ミューレン、近鉄との間で西村とのトレードで獲得した吉井理人など移籍してきた選手が活躍。前年オフに主砲の広沢（FA制度を利用）とハウエルが揃って巨人に移籍したことによる穴をこれらの選手が十分に埋めた。特にオマリーの活躍は目覚ましく、31本塁打を放ってMVPに輝いた。またオリックスとの対戦となった日本シリーズでも、オマリーの猛打（.529 2本塁打 4打点。シリーズMVP）でオリックスを圧倒。小林宏の奮投により4連勝こそ逃したものの、4勝1敗で日本一になった。同年のドラフトで克則がヤクルトに3位指名され入団。1996年は4強の一角に食い込むも投手陣の総崩れから早々に脱落、終盤にはイニング連続無得点のリーグ記録も更新して4位に終わる。
1997年、投手コーチに尾花高夫を誘う。継投は野村が判断し、その考えを組んで準備させるのが尾花の仕事だった。開幕戦（対巨人）、前年広島を自由契約になり獲得した小早川毅彦がエース斎藤雅樹から3本の本塁打を放ち快勝、ヤクルトはそのまま開幕ダッシュに成功する。1997年5月16日の阪神戦の勝利で監督として三原修、藤本定義、水原茂、別当薫に次いで史上5人目の両リーグ500勝監督になった。8月には横浜との熾烈な首位争いを繰り広げ、最終的には1度も首位を明け渡すことなく、2位横浜に11ゲーム差をつけてリーグ優勝。日本シリーズでも西武を破り3回目の日本一に輝いたが、これが野村にとって生涯最後のリーグ優勝・日本一となった。この年活躍した選手に投手の石井、吉井、田畑一也（ダイエーから獲得）、野手の古田、土橋、池山、宮本慎也、真中満、稲葉、シーズン前に酷評したドゥエイン・ホージー、1996年に田畑と共にダイエーから移籍した佐藤真一、青柳進、同じく1996年に西武を戦力外になり移籍した辻発彦、オリックスから移籍した馬場敏史、中日からテスト入団した野中徹博、ダイエーからテスト入団の広田浩章らがいる。
1998年は吉井がFA権を行使してニューヨークメッツへ移籍、前年15勝の田畑が3勝に終わり前年7勝の川崎憲次郎が17勝と飛躍した以外は全体的に先発もリリーフも良くなかった。4位に終わり、同年9月21日に退団した。尾花は辞任した。
最初に2連覇した後は日本一と4位を交互に繰り返したが、スワローズ歴代でも屈指の名将と評価されている。ヤクルト監督時代の成績は1187試合628勝552敗7引き分けで勝率.532。
ヤクルトの前身、国鉄・サンケイ時代を含め、野村の勝利数、勝率はいずれもトップである。

##### ID野球のミーティング
野村のヤクルト監督最終年である1998年に西武から移籍してきた渡辺久信は、自著でそのミーティングの長さに驚かされたと述べている。広岡達朗ら西武の監督のミーティングは、用意された映像を観ながら、対戦相手の癖を示しつつ相手選手をどう攻略するかを研究することに徹した実践一辺倒の内容だったが、これに対して野村はまず自身の野球思想などの講釈に多くの時間を割いており、そのあとで一球ごとの投手心理・打者心理をホワイトボードに板書しながら早口で解説していったという。野村はボードが字で埋まるとすぐに消してしまうので、選手たちはノートに書き写すだけで精一杯で、後で各自が部屋に戻ってからノートを読み返して復習していたという。渡辺はこの作業によって自分の体験が理論化され、他の人にそれを伝えることができるようになって「教えることの楽しさ」を感じ、話を聞きに来る若い選手に、体に記憶されている投手としての経験を言葉を使って伝えていく指導者の道を志向するようになったという。
トーマス・オマリーは「監督、大好きね。リスペクトしているんだ」、「とにかく色々教わった。データから相手の強み、弱み。すべて理解し準備した上で試合に臨むことが重要だとね。」と述べている。

#### 阪神タイガース監督
NHKの野球解説者に決まっていたが、1998年10月25日に三顧の礼をもって阪神タイガースの監督に迎えられる。ヤクルト監督退任直後であること、阪神は例年生え抜きを中心に監督人事を進めていたことから、電撃的な就任だった。久万俊二郎から野村に対して「今まで球団が監督要請をした中で、私が直接出てきてお願いするのは野村さんが初めてです」、「今、タイガースはどん底にあります。来年、一からスタートするのにあたり、監督にふさわしいのは野村さんしかいない。野村さんは球界の第一人者。あなたの右に出る者はいません」と熱く語ったという。当時阪神球団専務だった野崎勝義によると、野村が連れてきたコーチはヘッドコーチに松井優典、投手コーチに八木沢荘六、打撃コーチに柏原純一の3人である。他に多くの要望が来ると覚悟していたが、野村が注文を付けたのはこれだけである。八木沢とはロッテ時代の1978年にバッテリー組んでおり、バッテリーコーチは黒田正宏が就任した。1985年の日本一以降長く低迷するチームの再建を託した野村に対する期待は大きく、就任時の会見では球団側から「野村監督様」と紹介されるなどVIP待遇を受ける。またファンの人気も絶大だった。
前任の吉田義男が「今のメンバーで核になるような選手はいまへんわ。脇役ばっかりで戦っているようなもんですわ。」と言い残した戦力をそのまま引き継いだ。
同年のドラフトでは当時阪神のスカウトだった菊地敏幸によると夏の時点で1位は松坂大輔で行くことが意思統一が出来ていたが、菊池は「野村さんが来た時点で松坂指名が消えたんです」、「野村家と横浜高校がいい関係ではなかった」と説明し、そして「野村家というかサッチーなんですけどね」と続け、阪神はドラフト1位で藤川球児を指名した。結果的に藤川指名も正解となったが、入団した藤川のブルペン投球を見た野村が「これがドラ1か」とぼやいた。それを食事中に伝え聞いた別のベテラン担当スカウトが皿を叩き付けて激怒したという。
「野村TOP野球」（TOPとは、Total・Object lesson・Processの略語）をチームのスローガンとし、開幕直後から快進撃を続け、6月9日には単独首位に立ち（この年優勝した中日以外唯一首位についたチームとなる）、野村の誕生日である6月29日に発売される予定だった時価100万円の純金製野村監督像（通称・純金ノムさん）が前倒しで発売された（最初の購入者は落語家の月亭八方。総売上げ数は27個）。
オールスター戦を挟んで9連敗、9月28日には前年記録した球団ワースト記録の12連敗を喫し最下位に終わった。
また安芸キャンプにおける新庄剛志の投手兼任プランや、遠山奬志の松井秀喜キラーとしての再生、遠山と葛西稔のスイッチ起用（通称「遠山・葛西スペシャル」、遠山 - 葛西 - 遠山 - 葛西、この頃の阪神の選手層の薄さから抑えに指名できる投手がいなかったため。どちらかが一旦一塁を守って再度登板する）なども行った。
1999年のオープン戦で、強肩の新庄を「投手心理を理解させるため」投手として起用。野村が提言する「考える野球」と新庄の積極的な性格も相まって関係は良好だった。6月12日の対巨人戦では新庄が敬遠球をヒッティングし、三遊間を抜けるヒットになりサヨナラ勝ちを収めた。サヨナラ劇では新庄が「敬遠されたらボール球を打ってもいいか」と奇襲策を提案し、野村は「好きにせえや!」と事実上のゴーサインを出している。
ダレル・メイが「あの監督は勝てば自分の手柄、負ければ選手の責任」と放言。文書で野村批判のビラを自ら配る。メイはシーズン終了を待たずに解雇された。
なおこの年の8月7日の対ヤクルト戦、3回表無死一・二塁で、阪神・湯舟敏郎が送りバント。一塁塁審の小林毅二は湯舟を一塁アウトと判定したが、野村は一塁ベースカバーのヤクルト・馬場敏史の足が送球を受けるより早くベースを離れたとして抗議。野村はセーフではないかと審判団に詰め寄り、その抗議の中で「このバカ」と暴言を吐いたため、小林は野村に退場を宣告し、野村の野球人生で初めての退場処分となった。
2000年は、一軍守備走塁総合コーチに西武時代の同僚でもあった伊原春樹を招き、伊原が西武一軍守備走塁コーチ時代に担当していた守備、走塁の作戦面を任せた。オリックスからFAで星野伸之を獲得。4月の9連勝（1分け含む）で首位浮上した時は「今年は違うぞ」の印象を与えたが、すぐさま6連敗。以降立て直しがきかず球団史上初の3年連続最下位に終わった。チーム得点は両リーグ最低の2年連続400点台、投手陣も川尻哲郎が復調の気配を見せたぐらいだった。伊原はジェイソン・ハートキーの盗塁失敗を巡り野村と対立し、1年で退団。2001年は、4番として自己最高の成績を収めた新庄がFAで前年オフにニューヨーク・メッツへ移籍。柏原によれば野村は「向こうの方が向いてだろう。」と述べた。厳しい状況の中、若手選手育成を掲げ、7人の俊足選手を「F1セブン」（後述）と名付けて売り出したが、打率・得点・本塁打はリーグ最下位、この年も順位は最下位。入団4年目の井川慶がチェンジアップを自分のものにして9勝を挙げた。桧山進次郎が2試合残して、3割に届いていた、柏原がコーチ会議で「3割は自信になる。残り試合では外しましょう。」と話をしたら、野村が「何でや」、他のコーチも「最下位だし、個人記録は関係ない。」の意見が相次いだ。柏原が「言うべきことは言った」と思っていたら、最終的に野村が外す決断をした。最終戦の後、野村が桧山を呼んで、「3割は初めてか？4番でよく1年間頑張った。おめでとう」と言葉をかけた。濱中治が110試合に出場し、規定打席にも到達して打率.263、13本塁打、53打点と成績を残した。野村が招聘した松井・八木沢・柏原の3コーチは解任された（松井はフロント入り）。
2001年10月19日に野村の2002年シーズンの監督留任が発表され、ヘッドコーチに木戸克彦、投手コーチに佐藤義則、打撃コーチに和田豊を据える、翌シーズンの首脳陣も公表されていた。秋季キャンプは指揮を執ったものの、妻の沙知代が脱税容疑で東京地検特捜部に逮捕された12月5日に辞任を発表した。なお著書「女房はドーベルマン」によると、野村は沙知代が逮捕されるまで脱税行為をしているとは知らなかったという。
結局、阪神監督としては3年連続最下位で終わった。

##### F1セブン
F1セブン（エフワンセブン）は2001年に、本拠地の甲子園球場が広いことや、新庄のメジャー移籍等で長距離打者が皆無というチーム状況の中で、機動力重視のチーム方針の象徴として名付けられた選手たちのことを言う。
- メンバー
  - （1号車）赤星憲広
  - （2号車）藤本敦士
  - （3号車）沖原佳典
  - （4号車）上坂太一郎
  - （5号車）平下晃司
  - （6号車）松田匡司
  - （7号車）高波文一

なお、この当時から俊足選手として重宝されていた田中秀太を忘れたため、発表翌日に「秀太忘れとった、F1エイトや」と訂正したが、ほとんど話題になることはなかった。なお、『野村ノート』（小学館）では「高波、藤本、沖原、秀太ら足の速い選手を7人集めて【F1セブン】といって売り出した。まぁ、沖原などは決して速いほうではなかったのだが、セブンの語呂がよかった」と説明している。

###### F1セブンと平成の新少年隊
- F1セブンは、かつての大洋のスーパーカートリオ（屋鋪要、高木豊、加藤博一）を意識したネーミングで、野村曰く「スーパーカーはもう古い、これからの時代はF1」とのことで「F1セブン」となった。
- 赤星、藤本、沖原の3人は新入団で、野村が直々にスカウトした選手だった。そのためキャンプでは新戦力に期待するファンが多かったが、オープン戦では全員が打率2割台以下に落ち込み、オープン戦で大爆発を見せた新外国人のイバン・クルーズに話題を奪われた。
- シーズン序盤に空中分解したF1セブンの後釜として、同年6月に赤星、上坂、濱中で『平成の新少年隊』を結成したが（当初は藤本の予定だったが、藤本が怪我で二軍落ちしたため、上坂と交代）、F1セブンと比べると話題性は低かった。
- F1セブンのメンバー及び平成の新少年隊では、赤星がルーキーながら盗塁王を獲得し、濱中もこの年にブレイクして活躍、藤本と上坂も若手ながらレギュラーを奪取するなど、一定の成果が見られた。
- 翌年、星野仙一監督が高波、松田の代わりに坪井智哉、濱中を加えた「新F1セブン」を考案したが、これも話題にならなかった。
- 赤星と藤本は2003年、2005年の阪神優勝の原動力となり、沖原も2003年の優勝に大きく貢献するなど、一部のメンバーは活躍を見せた。
- 野村は楽天の監督に就任後、西武から戦力外通告を受けた高波を獲得。代走、守備要員として活躍したが、2008年オフに沖原と共に自由契約となった。また、上坂は2007年オフのトライアウトで視察したが、獲得には至らなかった。
- F1セブンのメンバーは、赤星が引退し藤本が国内FA権を行使してヤクルトに移籍した2009年シーズンを最後に、全員が阪神を退団。その後、平下が2010年シーズンで引退。最後まで現役を続行した藤本も、2013年シーズン限りで引退している。

##### 阪神監督としての評価
メディアでは「阪神では常勝チームとなる礎を築いた」などと紹介されることが多いが、最下位からの浮上は出来ず、あまり結果を残したとはいえない3年間であった。上述のように南海、ヤクルト時代とも多少なりとも戦力は揃っており、野村はそのチームの弱点（絶対的な抑え投手、捕手、1番打者などの不在等）を的確に改善してきた。しかし野村が監督をしていた当時の阪神は本塁打を20本程度打てるものの三振も多く規定最低打率を争う状態だった新庄と桧山がクリーンナップとして出場するなど過去2球団と異なり選手層が薄いチームであった。
投手陣では、リリーフエースから先発に転向させた福原忍や若手で野村監督就任時2年目だった井川慶に大きな期待をかけていた。特に井川については野村が監督をつとめた3年間でエースとして成長した。また「遠山・葛西スペシャル」などは人材難の裏返しでこそあったが、野村時代3年間でチーム防御率は4.04⇒3.90⇒3.75と年々改善されている。福原や井川が活躍してセ・リーグ制覇を勝ち取った2003年シーズンおよび2005年シーズンのチーム防御率はそれぞれ3.53と3.24だった。
野村と共にヤクルトから移籍した、ヘッドコーチの松井優典は「ミーティングを仕切れない。その言葉に説得力がない」、打撃コーチの柏原純一は「外国人選手に対してものを言えない。また特定の選手、例えば人気の新庄剛志外野手しか指導しない。それ以外の選手に熱意を持った指導がない」そんなことを野崎はオーナーの久万に伝えた。
一方でチームの打撃成績は中々上がらず、戦力が少ない中でのやりくりも上手く行かず、「何度駄目なところを指摘しても直さない。日本語が通じないのか」と度々酷評していた今岡誠や大豊泰昭（後に中日移籍）との対立が話題に挙がることも多かったが、こうした対立はあくまでも少数派であり、岡田彰布が監督に就任した前後で野村が楽天の監督となった後も赤星、藤本、矢野輝弘、桧山らは楽天戦の試合前には必ず挨拶し、その様子は新聞などによって度々報じられていた。また、低打率かつ三振が多くレギュラーポジションを奪われていた桧山が中距離打者としての地位を確立したのも、新人の赤星がリードオフマンのポジションを得たのも、野村監督時代であった。
ヤクルト時代の教え子で、巨人退団後野村が獲得した広澤克実は「2000年の阪神はヤクルトが最下位争いしていた時代と同じ色がしていた。ベテラン、外国人、若手がみんなバラバラ。不協和音が流れ、選手が育たない独特の雰囲気だった。私は右肩の脱臼骨折が完治しておらず、ボールが投げられない状態だったが、よく4番一塁で使ってもらった。一塁手の大豊泰昭が野村監督と揉めていたからだ。」と述べている。
野村の阪神監督時代二軍監督だった岡田は「阪神の二軍監督の時は野村さんとの関係でいろいろ言われた。野村さんとは話をせずに報告ばっかりやったから、コミュニケーションが取れんかったのは事実だ。野村さんは一度も二軍の試合は見にこんかった。鳴尾浜には松井さん（ヘッドコーチ）がいつも来ていた。二軍の選手も数字がついてくる。打者も投手もファームで成績を残し一軍に上がりたい。打っても、抑えても一軍からお呼びがかからなければモチベーションは下がるし、「なんで俺より先にあの選手が？」と疑問に思う。野村さんは一軍に昇格させた選手を一度も使わず、二軍に戻すこともあった。あの頃は、頑張っている選手たちの汗に応えてあげることができず本当につらかった。野村監督で一番参っていたのは今岡だろう。今岡自身にも問題はあったかもしれないが、野村さんは覇気のない態度や、時に見せる淡泊なプレーが気に入らなかったようだ。今岡という選手は二軍に置いて調子を見るというタイプではない。気持ちで打つ選手やから、難しい球をホームランすることもあれば、あっさり三振する時もある。この点も野村さんには嫌われていたのではないか。」と述べている。
投手コーチだった八木沢は「ノムさんの野球は西武時代に仕えた広岡達朗さん、森祇晶さんと比べて一番細かいが、いかんせん選手が若かった。」と述べている。
打撃コーチだった柏原は「誘われた時に、俺もいろいろ勉強してきたし、昔の俺じゃねーぞ」と自信を持っていたが、思うような野球はなかなかできない。外国人も期待外れで、新庄のサヨナラ打で盛り上がった時期もあったが、長続きせず、1年目は最下位。結局3年間で3年連続最下位。野村さんにとっても屈辱だった。適材適所の戦力で遠山昭治を松井キラーに育てたりしたが、これでも付け焼き刃。「どんな根拠で指導してるんや。」とよく怒られた記憶がある。暗黒時代となった3年間だったが、桧山に赤星憲広、矢野輝弘、井川慶ら、星野阪神での03年優勝の力になった。野村さんはしっかりと種をまかれたと思う。」と述べている。
濱中は「野村監督の言葉がなかったら、配球の勉強もしていなかったかもしれない。野村さんのおかげだと思っています。感謝しています」と述べている。
グラウンドでの采配のみならず、フロントに積極的な戦力補強の進言をしたとされる。野村は史上初めて久万と会談した阪神の監督である。エースと4番打者は育てられないと主張する野村に対し、久万は元々、FAなど多額の金銭を使って日本人選手を獲得することに消極的で、補強はトレードと外国人獲得で済ませていたこともあり、「巨人のようになれというのか」「4番バッターを育てるのが監督の役目」などと拒否していた。しかし野村は「ある意味では（巨人の補強方法は）正しい、時代に合ったものです」と進言し、「じゃあ今まで60年あった阪神の歴史の中で誰が(30本塁打以上打って本塁打王を獲得するほどの)4番バッターにまで生え抜きで成長しましたか? 掛布雅之ぐらいでしょう。あと60年待ちますか? 4番バッターだけは（才能ある選手との）巡り会いなんですよ」と説いたという。
また、当時阪神が短期間で監督を代えていたこと、編成部の有力な新人選手獲得失敗にも言及し、「監督だけ代えてもチームは強くならない。戦力補強と編成部の強化を行うべき」とも進言した。これらの意見に対し、久万は会談中激昂する場面もあったものの会談後、野村の意見を取り入れたと見られる施策を打っている（片岡篤史やジョージ・アリアスの補強、鳥谷敬の獲得等）。
当時の阪神はOB会が強い権力を持ち、ベンチにも入って選手を勝手に指導したりする場面もあり、野村との確執があったと報じられた。
また、後任として中日の監督だった星野を久万に推薦したのも野村であるという。任期途中で自分では阪神再建は不可能と悟り「今の状態の阪神を再建できるとすれば西本（幸雄）さんか星野だ」と、既に熱血指導型の星野に後を託す考えもあったと言われる。後任の星野も久万に直談判し、「ここまで低迷したのは、失礼ですがオーナー、全てあなたの責任ですよ」と発言した。
その後阪神は、野村辞任の2年後にあたる2003年と岡田監督2年目の2005年にリーグ優勝を果たした。2006年5月30日、野村は楽天の監督として初めて甲子園球場における対阪神戦（セ・パ交流戦）を迎えたが、選手交代を告げにグラウンドに姿を現す野村を、甲子園の阪神ファンは歓声と拍手で迎えた。

#### シダックス野球部監督
阪神を退団した野村に手を差し伸べたのは後援者の志太勤だった。志太は、2002年2月に自身の所有する社会人野球のシダックス硬式野球部の中伊豆キャンプに臨時コーチで野村を招いた。同部は社会人野球の新興チームながら、1999年にビクトル・メサ（元キューバ代表）らを擁し第26回社会人野球日本選手権大会を制覇した強豪で、志太はこのチームを野村に任せるつもりで元キューバ代表の主力選手であるオレステス・キンデランやアントニオ・パチェコを補強していたが、就任を前にして脳腫瘍が発見されたため、3月に手術を受けて療養し、退院後の11月6日付でシダックス硬式野球部の監督兼ゼネラルマネージャーに就任した。このため、野村は終生にわたって、志太を「（野球人としても社会人としても自分にとって）どん底の時代に手を差し伸べて下さった恩人」と慕っていた。
チームは、野村の監督就任1年目（2003年）に、第74回都市対抗野球大会で決勝に進出。三菱ふそうを相手に6回裏終了の時点で3点差を付けていたが、7回表に集中打・四死球・スクイズ成功などで一挙5点を奪われたあげく、1点差（4対5）で優勝を逃した。この逆転劇について、野村は監督退任後に「（6回裏までのリードで）『優勝していいのかな?』と思いながら（試合会場の東京ドームで）ベンチからネット裏をふと見たところ、（大会を主催している）日本野球連盟会長（当時）の山本英一郎が観戦している姿が目に留まった。その姿が気になったせいで、（7回表から）リリーフを送れば逃げ切れたのに、先発（当時のエースだった野間口貴彦）を続投させたら逆転負け。（試合中にもかかわらず）『優勝していいのかな?』などとバカなことを考えてしまったせいで、志太会長には悪いことをしてしまった。この経験は、『監督の迷いはチームに大きな影響を及ぼす。それだけに、（監督が野球のセオリーに沿った）正しい考えを持たないと、とんでもないことになる』という大きな教訓として、その後（楽天での監督生活）に生かされた」と述べている。この年には中日ドラゴンズで山田久志監督の退任が決まっていたため、大会後の報道では後任監督候補の1人に挙げられていたが、当時の球団社長である西川順之助は、球団外部から「野村氏を監督に」と強く推す声はあったが沙知代を問題視して野村案を斥け、早々に落合博満と谷沢健一に候補を絞り込んでいたと語っている。
2004年に球界再編問題が発生すると、8月23日にBS朝日の番組に出演した野村は、シダックス野球部が志太の出身地である静岡県の草薙球場を本拠地としてプロ野球に参入する計画を進めていると語り、対談相手の竹中平蔵金融経済担当相に志太を説得してくれるよう頼み込んだ。野村はその後もメディアに向けて「志太会長は最近（プロ球界）参入に興味を持ちつつある。私自身がプッシュしていけば可能性はゼロじゃない」等と繰り返し発言していたが、志太が周囲からプロ野球参入を思い止まるよう強く諫められたため、シダックス野球部のプロ球団化計画は実現しなかった。
2005年9月、東北楽天ゴールデンイーグルスオーナーの三木谷浩史は「チームの再構築が必要」という理由から初代監督の田尾安志を就任1年足らずで解任。楽天は全日程終了前の9月22日夜に島田亨球団社長、米田純球団代表、井上智治オーナー代行が野村を訪ね、監督就任を要請した。野村は志太に「アマチュア野球は楽しい。都市対抗優勝の宿題が残っているからシダックスの監督を続けたいが、最後は志太さんが決めて欲しい」と言って判断を委ねたところ、志太はプロ球界復帰を後押しする意向を示したので、楽天からの就任要請を正式に受諾し、社会人日本選手権を最後にシダックスを退団することになった。しかし当時野村のマネージャーを務めていた梅沢直充によればシダックスを去ることは野村の本意ではなく、楽天監督就任工作を成就させた沙知代と口論になったという。梅沢はこの時に野村から「オレはアマチュアを愛しているんだ。シダックスで良かったんだ、シダックスが楽しかったんだ」と言われたと語っている。
楽天からの監督就任要請を受諾したことに伴って、10月3日にシダックスの監督を退任することを発表。最後に指揮を執った第32回社会人野球日本選手権大会1回戦では、日本生命に1対2で敗れた。日本野球連盟は野村に対して、この年に社会人ベストナイン特別賞を授与している。
野村は後年、プロ（南海・ヤクルト・阪神）と社会人野球（シダックス）の双方での監督経験を踏まえて、「プロ野球とアマチュア野球では、給料のベースが全く違う。プロ野球では個人記録がベースになっているが、アマチュアでは本塁打を何本打とうが、何勝しようが給料はみんな同じだから、みんなの心が『チームの優勝のために頑張ろう』という方向にまとまりやすい。このことはいい勉強になった」と述べていた。
シダックスでは、野村の下でコーチを務めていた田中善則を硬式野球部の後任監督へ据えたものの、2006年限りで同部を解散。社会人野球でプレーを続ける意向を示した選手の移籍を認める一方で、部活動の一環として実施してきたK-Ball少年野球の支援に特化すべく、「K-Ball技術指導部」を新設している。なお、野村の監督在任中に在籍していた部員からは、野間口・武田勝・森福允彦など7人のNPB選手を輩出。その1人である中村真人外野手は、野村が監督を務める楽天へ2007年に入団したことを機に、野村の指導を再び受けていた。

#### 東北楽天ゴールデンイーグルス監督
楽天の監督就任要請を正式に受諾した野村は5年ぶりにプロ野球界に復帰することとなった（3年契約）。日本のプロ野球において70歳代で監督となったのは仰木彬に次いで史上2人目。
監督就任に際し野村は「このおじいちゃんに監督の要請が来ること自体プロ野球に後継者が育っていないことを意味している」とコメントしている。1年間監督を続け仰木の持つ最年長監督記録を更新した。「三木谷浩史が清原のファンみたいだね。オレは知らないけど、三木谷が獲りにいくでしょう。ピアスに代表されるように、精神構造が乱れている。チームの統制が乱れるので、指揮官としてはやりにくい」と改めて難色を示し、コーチ人事は伊勢孝夫、八重樫幸雄、川崎憲次郎の名前が候補に挙がっていたが、川崎に投手コーチの要請をしたが断られ、自身の人脈で連れて行ったのは池山隆寛だけだった。辻発彦にコーチ要請していたが、2006年に第1回WBCが開催されることになっていて、すでに日本代表監督の王貞治からコーチの依頼を受け、野村の申し出は大変ありがたかったが、断った。
2006年5月11日、セ・パ交流戦の対横浜戦において、8回裏に谷中真二が投じた肩付近への死球が危険球とみなされ退場処分になったことに激昂し、木内九二生球審を突こうとするなどして猛抗議。あわや野村も退場処分になるところだった。5月16日、フルスタ宮城で行われたヤクルト戦では、ヤクルトを率いる古田監督との師弟対決が実現した（結果は、10-9でヤクルトが勝利）。以後この師弟対決は5回戦まで全てヤクルトが勝っていたが、雨天中止で予備日（6月19日）に回された6回戦に4-2で勝ち、ヤクルトの交流戦単独優勝の可能性を消滅させた。
かつては自軍の選手が本塁打を打ってもベンチに座ったまま出てこようとはしなかったが、ベンチから出て選手をハイタッチで出迎えるようになった。相変わらずの毒舌も度々飛び出す一方、記者の質問にジョークを返したり、ユーモアを交えて回答するようになった。ホームゲームでは毎試合、終了後に記者の囲み取材に応じており、テレビのスポーツニュースでは野村の試合後のコメントが伝えられた。特に田中将大が登板した日のコメントは「マー君、神の子、不思議な子」や「不思議の国のマー君」などと残しており、スポーツ紙などでは名物コーナーとして、「野村語録」が常設されるようになった。
育成方針は基本的に叩いて伸ばすタイプだが、楽天時代には活躍した選手や、進歩が見られる選手に対しては素直に感謝や賞賛の言葉を贈るなど、以前とは違った面を見せ始めた。カツノリは同年に戦力外通告されたのを機に現役を引退し、コーチに転身した。
2006年は前年に続き最下位に終わり、飯田徳治、別当薫、根本陸夫、近藤昭仁に次いで史上5人目の両リーグ最下位の監督になった。公式シーズン後（11月）に行われた日米野球の監督を務めたが、選手の出場辞退が相次ぎ苦戦、史上初めてメジャーリーグ選抜チームに5戦全敗。72年ぶりの記録となった。
2006年11月23日に開催された楽天のファン感謝祭において、「来年は私の野球人生のすべてを賭ける。Aクラスに入れないようなら辞めて次の人に譲ります。いくら東北のファンが粘り強いと言っても、（新規参入から）3年連続で裏切ったら許してくれないでしょう」と、翌年の成績に自分の進退を賭ける旨の決意表明をした。このことは球団側も聞かされておらず、米田純球団代表も突然の事態に困惑していた。野村は就任当初から「作る年、戦う年、勝つ年」と3年かけてチームを作る方針を語ってきたが、2007年は3年契約の2年目であり「戦う年」にあたる。監督自らが提唱する計画に反するため、本当に辞めるつもりだったのか、それとも辞めるくらいの決意で戦うというリップサービスであったのかは定かでない。また、球団側は2007年シーズンが終了してもまだ契約が残っていることを強調したため、翌年の成績如何にかかわらず慰留する方針であると考えられていた。11月26日に行われた球団納会において島田亨球団社長から前述の発言の再考、撤回を求められたが拒否した。11月28日に行われた楽天の経営諮問委員会に出席し、その場で三木谷浩史オーナーや東北の財界者にAクラス入りを果たすまでは辞任しないで欲しいと長期政権を望まれた。しかし「成績が悪ければ進退伺を提出するのが通例。来季は自分の野球生命を賭ける」と今までと同じ姿勢を崩さなかった。
2007年シーズンは新人を含め若手選手を積極的に起用する場面が目立った。投手陣では一場靖弘、岩隈久志らがシーズン序盤で離脱した影響もあり、永井怜、田中将大らを先発ローテーションに起用。捕手は育成を兼ねてルーキーの嶋基宏を多用。またシーズン中盤には渡辺直人、草野大輔らが台頭した。後半戦開始間もなく福盛和男が離脱するものの小山伸一郎をリリーフエースとして起用、一場と岩隈が一軍に復帰したこともあり先発ローテーションを再編、それまで主に先発だった山村宏樹、有銘兼久、永井らをリリーフに転向させた。さらに4番を張る山崎武司が38歳での本塁打王・打点王の二冠に輝く大活躍もあり、シーズンの最終成績は4位で創設3年目で初めて最下位を脱出した。2007年10月4日、3年契約最後の年である2008年も予定通り監督を続けることを表明。
2008年6月29日のソフトバンク戦で球団史上最多20安打の猛攻で15点を奪い大勝。この日は73歳の誕生日で、7年ぶりの誕生日白星となり、選手達が用意した帽子型のケーキで祝福された。7月5日、対西武戦（西武ドーム）では「ライオンズ・クラシック」企画の一環として、当時（1963年）の日本記録である野村の52本塁打達成の舞台となった西鉄ライオンズ対南海ホークス戦を再現するイベントが行われた（この試合では豊田泰光（元西鉄）が始球式を行い、野村が捕手を務めた）。
同年7月15日、日本ハム（東京ドーム）戦で監督として通算3,000試合出場を達成、選手としても通算3,017試合に出場しており、日米ともに前例のない、選手・監督両方での通算3,000試合出場を達成した。この年は序盤に球団初の単独首位になるものの交流戦後半から失速、かろうじて最終戦で勝利して最下位脱出をしたものの5位に終わる。2007年とはうって変わり、得失点差はプラスとなり、エース岩隈久志が21勝を挙げて復活するなど戦力の整備は進んだものの、順位には反映されなかった。同年シーズンを以って3年契約が終了。去就が注目されたが、球団から戦力の整備を評価され、1年契約での続投要請を受ける。野村自身もそれを受諾し、2009年も引き続き楽天を指揮することになったが、ドミンゴ・グスマンとホセ・フェルナンデス(中村紀洋をFAで獲得)が退団。
ヤクルト最終年と阪神の3年間、そして楽天の3年間で負け越し、監督としての通算勝率が5割を切った（通算1488勝1497敗76分）。
2009年シーズンは佐藤義則を再び投手コーチで招聘した。開幕から投手陣を中心に怪我人が続出した。特にドラフトで獲得した新人投手全員がオープン戦前に故障してしまい、片山博視や青山浩二といった期待の若手もキャンプで出遅れた上、前年活躍した新守護神川岸強も開幕後すぐに体を傷めるなど、投手に関しては就任以来の災厄に見舞われた。さらに野手に関しても、高須洋介やリック・ショートなどが故障でシーズン中に長期間戦線離脱するなど怪我人の多い年となった。スポーツ紙での解説者の順位予想では楽天は軒並み下位予想され、野村はこれに対して「下馬評が低いからやりやすい」とコメント。
レギュラーシーズンが開幕するとチーム初の開幕4連勝で好スタートを見せ4月を首位で終える。4月29日には監督通算1500勝を達成、4試合連続で完投勝利した田中将大からウイニングボールを受けとった。しかし、怪我人が続出した5月以降は調子を落とし、交流戦では最大6連敗を喫し、7月には3年ぶりの8連敗、一時は5位にまで後退するが、8月に入り最大6連勝を含め通算17勝7敗。9月以降も好調を維持し、9月12日のソフトバンク戦（ヤフードーム）でチーム初のクライマックスシリーズ（以下「CS」）進出マジックナンバー「19」が点灯。2度消滅するが、10月3日の対西武戦（Kスタ宮城）で勝利し、チーム初のCS進出が決まった。9日のオリックス戦で2位が確定しCS第1ステージの地元開催権を獲得する。楽天球団として創設後初のAクラス入りとなり、野村自身のキャリアでもヤクルトで最後に優勝した1997年以来8シーズンぶりであった。また、11勝勝ち越したことで、監督通算勝率を5割に戻した。
11日にKスタ宮城で行われたレギュラーシーズン最終戦（ソフトバンク戦）終了後、球団から契約を更新しない旨を告げられ、同年シーズン限りでの退任が決定した。16日のCS第1ステージの試合前ミーティングにおいて、仮に日本一になっても契約は更新しないと宣言されたことを選手に告げ、涙を流した。三原脩が持つ監督通算最多記録3248試合まで44試合に迫っていた。
16日に開幕したCS第1ステージではソフトバンクに2連勝し第2ステージ進出を決めたが、21日開幕の第2ステージでは日本ハムに1勝4敗を喫し、日本シリーズ出場はならず。日本ハムのCS優勝セレモニーの後、楽天と日本ハム両軍の選手・コーチに胴上げされた。日本ハムに敗れた10月24日が野村にとって現役、監督通じてユニフォームを着てグラウンドに姿を見せた最後の日となった。11月2日、楽天の新監督に広島の前監督マーティ・ブラウンの就任が発表されるとともに、一度は拒否の姿勢を見せていた名誉監督就任要請を受諾した。この年をもって現場からも完全に引退することとなった。
退任決定の際に「人生に疲れた。クビと言われ、どっと疲れが出てきた」と語った。さらに「ユニホーム姿もいよいよ秒読みだが、やっぱりオレは『元南海』がいい」とも口にした。

### 東北楽天ゴールデンイーグルス監督退任後

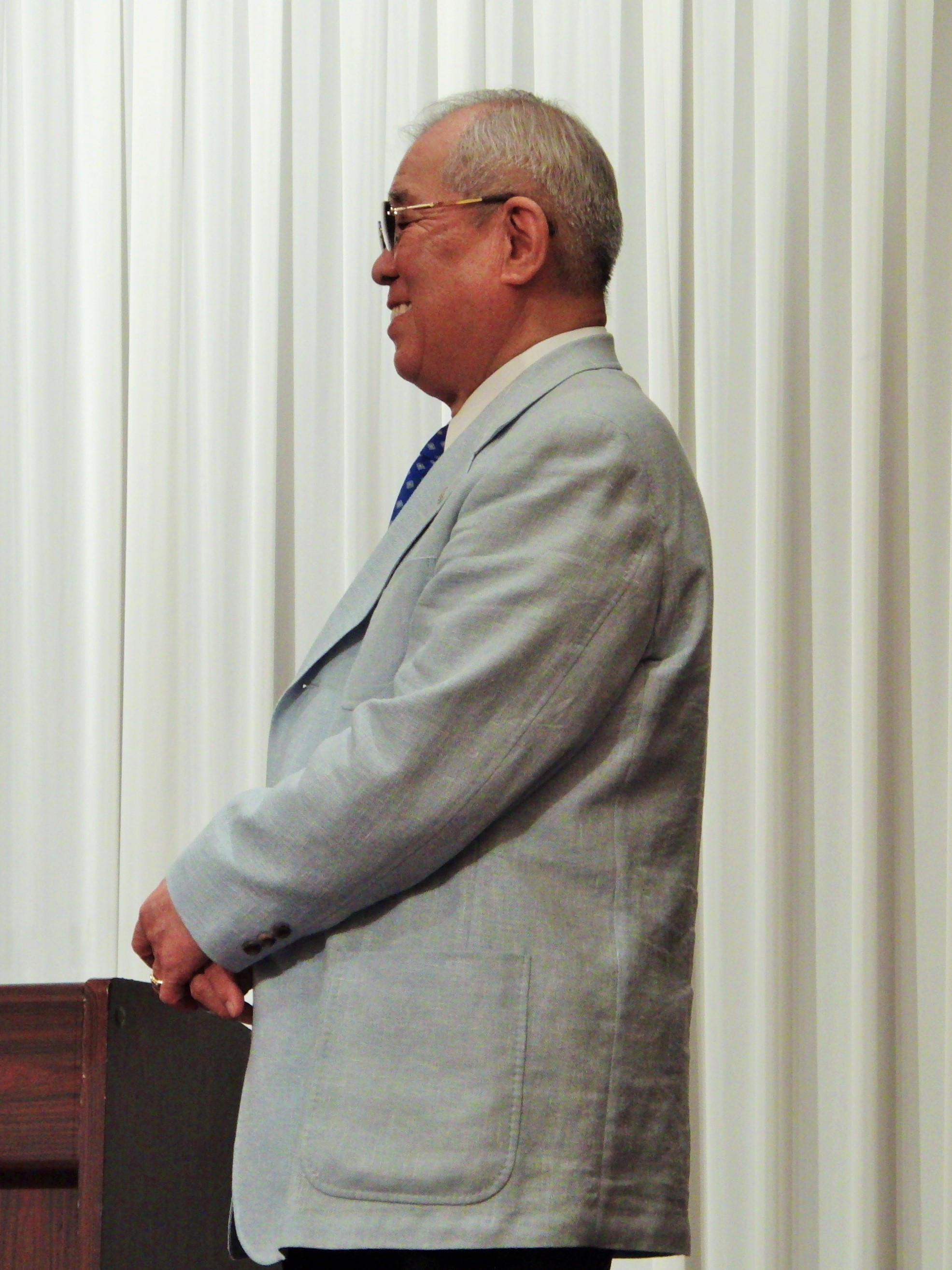
2011年 講演会にて

2010年からはサンケイスポーツの野球評論家に復帰、テレビ・ラジオではフリーの野球解説者として出演した。
2010年1月24日には、故郷網野や母校が在る峰山町（平成の大合併で周辺自治体とともに合併し京丹後市）を含んでいた京都5区選出代議士谷垣禎一が総裁就任直後の政権奪還を目指す野党第一党自由民主党の党大会で講演をした。講演では「負けるときは負けるべくして負ける。巻き返しに向けて頑張れ」と自民党の政権奪還に向けて叱咤激励し、「負ければ反省するが、勝つと反省しない。そこに落とし穴があった」と第45回衆議院議員総選挙敗北の要因を野村なりに分析し語った。また、自民党をかつて「球界の盟主」と言われた読売ジャイアンツに例え「上に立てば必ず足を引っ張られることを忘れず、気を引き締めて捲土重来、頑張ってください」と応援の言葉を述べた。また、小泉進次郎（衆議院議員初当選から半年足らず）については「実にしっかりしている」と述べ、その上で「球界では親子2代で名選手の例がない。どうして政界と違うのかねぇ」と述べた。
S☆1で共演していた枡田絵理奈は「野村さんの解説は本当にわかりやすく、ひとつひとつのプレイをとてもていねいに教えてくれます。監督は、野球をあまりよく知らない私に、野球の〝楽しさ〟や〝奥深さ〟を教えてくれる先生でもありました」と言っていた。2011年の日本シリーズでは第2戦、第5戦をテレビ東京系列で、第7戦をTBS系列でゲスト解説を担当した。中継放送終了後のS☆1も生出演した。
2012年12月29日、契約満了により楽天名誉監督を退任。2020年現在までに、プロ野球界で名誉監督の称号を贈られたのは、野村と長嶋茂雄（巨人終身名誉監督）のみである。
2013年4月、日本体育大学児童スポーツ教育学部客員教授に就任。大学で講演など実施。2013年12月16日に有馬記念レセプションパーティーにスペシャルトークショーのゲストで出演し、司会の徳光和夫に対して監督時代から鬱積した不満をぶちまけるようにストレートな毒舌を浴びせたこともある。
また、野村は監督在任中の1990年から、地元の竹野郡網野町（現・京丹後市）に、三冠王達成時のペナントや、MVPのトロフィーなど約80点の記念品を寄贈してきた。網野町では記念館の建設を計画したもの頓挫し、その後、これらの記念品は京丹後市内で塩漬け状態となっていた。地元住民や有識者からは記念館建設を望む声が強いものの、京丹後市は予算不足を理由に及び腰とされ、野村は「自分の記念品を邪魔物扱いしているのか」とぼやいていたという。しかし、2018年3月にアミティ丹後（丹後地域地場産業振興センター）に「野村克也ベースボールギャラリー」が開設され、後年のヤクルト監督時代なども含めた野村からの寄贈品を中心に展示している。
2017年12月8日、妻の沙知代が急死。当日の自宅前での会見では「突然のことでびっくりしています」と憔悴した表情で述べた。
2019年7月11日、ヤクルト球団50周年を記念して行われたOB対抗戦「スワローズドリームゲーム」に、1990年代、自らが監督として率いた選手らで構成する「GOLDEN 90’s」の監督として出場し、4回裏、自ら打席にも立つ。その際、野村は体力が衰えていたため、当時の教え子であった古田、真中、川崎、池山らに支えられて打席に入る。松岡健一が投じた初球のボール球を見送り、2球目を空振りしたところで申告敬遠を告げられベンチに退いた。
2020年になってからもヤクルトやシダックス野球部のOB会に出席。かつて指導したヤクルト新監督の高津臣吾や日本ハム新任コーチの武田勝にエールを送っており、特にヤクルトに対しては「ヘッドコーチ? 喜んでやりたいと思います」と冗談めかしながらサポートにも意欲を見せていた。1月21日には前年10月に死去した金田正一のお別れの会に参列し、献花した。さらにその後、1月25日に催されたシダックス野球部OB会に出席して「愛がなければ人は育たない」とスピーチしたのが公の場に於ける野村の最後の姿となった。

### 死去
2020年2月11日未明、東京都世田谷区の自宅にて入浴中であったが浴槽でぐったりしているところを家政婦が発見し、病院に搬送されたが死亡が確認された。84歳没（享年86）。
死因は虚血性心不全。ニューヨーク・タイムズ紙も訃報を報じ、追悼記事を掲載、功績を紹介した。
戒名は「慈光院眞球克将居士」。
追悼行事は死去前後からの新型コロナウイルス感染症の流行により延期され、死去から1年10か月後の2021年12月11日に明治神宮野球場で「野村克也をしのぶ会」が開催された。弔辞は江本孟紀・古田敦也・高津臣吾が読み、矢野燿大・新庄剛志・石井一久らも参列したほか、一般客による献花も行われた。

## 選手としての特徴

### 打者として
野村が数々の大記録を残せた大きな理由に、試合展開や相手選手の心理を読む能力に長けていたことが挙げられる。当時の鶴岡監督率いる南海は、他球団に先駆けてデータ収集・活用のための体制を整えており、実際のデータ収集を担当した尾張久次は日本プロ野球のスコアラー第1号とも言われている。野村は蔭山和夫コーチらとともに、こうしたデータを試合展開や相手選手の観察結果と併せて分析し、打撃にも配球にも生かした。
野村が特に優れていたのは瞬時の観察力と解析力だった。広瀬叔功によれば、野村は若い頃から「あのピッチャーの右手首がグラブから見えたらカーブ」など、ピッチャーが投球する時に表れる微妙な癖を的確に見分けていたという。
1966年の日本シリーズで全盛期の野村と対戦した巨人の堀内恒夫は「どこへでも打てるバッターだった。（第2戦の）初回に打たれた右翼越えの二塁打も、アウトコース高めに投げた真っすぐをトスバッティングのように打たれた」と語っている。また広瀬によれば、野村は偉大なホームランバッターでありながら、より遠くへ飛ばすという飛距離へのこだわりは稀薄であったという。

### 捕手として
野村がプロ生活を始めた当時、捕手の地位は打者としての役割を求められないばかりか大柄で、ミットの薄い部分でキャッチングして大きな音を出すことで投手の気分を良くさせる程度しか求められていないなど、現在とは比べ物にならないほど低いものであった。その中で野村は自身の打撃成績の向上のため蔭山和夫や尾張久次とスコアの研究を重ねる過程で、スコアの研究をリードに生かすことで効率よく打者を抑えることを研究するようになっていった。
捕手として守備に就いた時には、相手打者にささやくことで集中力を奪うことを得意とした。この策は「ささやき戦術」として知られる。野村のささやき戦術は1950年代、当時同リーグで活躍していた西鉄の日比野武を参考にして（著書「野村克也 野球論集成」では日比野、「野村の遺言」には、阪急の山下健と書いている）始まったといわれる。当初は「次は頭にいくでぇ」「今度こそ頭だぞ」「当たったら痛いだろうナァ」などといった直接的な脅しだったため、当時ライバルだった阪急の西本幸雄監督が「先に野村にぶつけろ」と指令を出した。その後、鶴岡と西本の会談が持たれたために脅しは止めたが、今度は相手打者の私生活などについてささやき、集中力を乱す方向へ変更した。東京都であれば銀座、大阪府であれば北新地といった繁華街の高級クラブに頻繁に出向き、その店のホステスから常連客として姿を見せるライバル選手の情報を仕入れるのが常だったという。
このささやき戦術は多くの選手に影響を与え、有名選手を中心に様々なエピソードを残している。白仁天はささやきによる集中力低下を避けるために耳栓を用いたが、かえって意識しすぎて打てなかったという。一方で大杉勝男にささやきかけると、野村より年下でありながら「うるさい！」と一喝され、一触即発となったものの、その一喝は野村のささやきをそれだけ気にしていた結果であった。
ただし、この戦術が全く通じない選手も存在した。王貞治はバッターボックスに入るまでの雑談には応じたものの、いざ投手と構えると集中し、話を全く聞かなかった。長嶋茂雄は、野村のつぶやきに「よく知ってるねぇ。どこで聞いたの？」と意に介さずに会話を続けたり、かみ合わない話を返したりするなど全くささやきが通じなかった。さらに動揺を誘う為「（バッティングの）フォームが少しおかしいんじゃないの？」と長嶋にささやいた際には、「本当？ちょっと待って」とタイムをかけられ、1、2回素振りをした後に次の球を本塁打にされてしまった。そしてホームインした長嶋から「教えてくれてありがとう」と言われ、野村は唖然としたという。天才肌の榎本喜八に対しては、榎本独特のオーラに呑まれて、野村自身余裕をなくして戦術を実行できなかった。また、投手のクセの研究に関しては野村にもヒケをとらない高井保弘は、打席で「何（のボールを）待ってんのや」と聞いてきた野村に「ヤマの張り合いをしよう」と持ちかけ、ことごとく球種を言い当てた上に最後に本塁打を打ったという。
オールスターゲームでも、パ・リーグ捕手としての地位を最大限に利用して同リーグ投手のデータ収集を行ったが、稲尾はこの意図を見抜いていたため野村のサイン通りに投げることはなかった。パ・リーグの投手にとってオールスターはセ・リーグの打者との戦いではなく「野村との騙し合い」だったと言われており、稲尾は後年「オールスターでは野村さんとの駆け引きに専念せざるを得ず、セ・リーグの打者の記憶はまったくない」と語っている。また、稲尾はマスコミや周囲に「自分の決め球はスライダーである」と吹聴していたが、実際はスライダーは見せ球で、本当の決め球はシュートであった。これを見抜いていたのは野村だけだった。

## 記録面でのトピック
野村の残した3,017試合出場は日本プロ野球2位（パ・リーグ1位）の記録であるが、2015年7月28日に中日ドラゴンズの谷繁元信が記録を更新するまで、日本プロ野球1位の記録であった。これについて宇佐美徹也は「野村が本塁打記録よりも何よりも最も誇りに思っている記録なのだ。（中略）この出場記録の話になると目の輝きが違ってくる」と記している。この3,017試合中、捕手として出場した試合が2,921試合ある。宇佐美の著書の当時はMLBの捕手出場最多記録はアル・ロペスの1,918試合でこれを1,000試合以上上回っており、宇佐美は捕手の負担の重さも踏まえて「（このことを知ったら）米大リーグ関係者はびっくり仰天するに違いない」と記している。なお、MLBの記録は後に更新されており、2015年4月時点での記録はイバン・ロドリゲスの2,428試合となっている。宇佐美が野村に「もっと楽なポジションだったら?」と尋ねると、野村は「捕手の目を通して得たものは限りなく大きい。捕手だからできたのさ」と答えたという。
パンチョ伊東は、野村が1963年に150試合全部それもフルイニング出場したことをアメリカ人記者に話したところ、正に信じられないといった顔付きで「全く信じられない。捕手で全試合、全イニングなんて彼は一体その選手はどんな物凄い体をしてるんだ」と驚いたという。MLBではダブルヘッダーでは捕手を併用することが多く、全イニングどころか全試合も不可能に近いとされている。「捕手は投手を除く他の守備位置とは疲労度が違う。ほとんど投手と同じくらいと言っていいぐらいだ」とMLB各監督は共通して語っているほどで、ダブルヘッダーでは続けて被らせないようにしている。伊東は「ひょっとして世界最強チームを選ぶ際、野村の名が挙がる事もあるんじゃないか」と思えるほど値打ちがあると述べている。
出場試合数の多さに伴って、通算併殺打378回、シーズン最多併殺打8回の日本記録保持者でもある。通算併殺打は、2019年5月4日にMLBのアルバート・プホルスに並ばれるまで、メジャーリーグにも記録した選手はいなかった。
1956年から1977年まで22年間の長期にわたって南海の正捕手の座を死守した。この期間に38人の選手が捕手として南海に入団したが、そのうち22人が一度も一軍の試合でマスクを被ることが出来なかった。100試合以上を捕手として出場出来たのは柴田猛（165試合）と松井淳（101試合）の2人のみである。2014年8月27日、中日ドラゴンズの谷繁元信が捕手として2,922試合目の公式戦出場を達成し、野村の引退から34年にして記録を更新した。
2リーグ制となった1950年以降、日本プロ野球において捕手が打撃三部門（打率、本塁打、打点）のタイトルを獲得した例は22回あるが、そのうち17回は野村によるものである（ほかに田淵幸一、古田敦也、阿部慎之助、森友哉がタイトルを獲得している）。このうち、2020年終了時点で三冠王獲得と年間50本塁打以上達成をしたのは野村だけである。
2020年終了時点で通算本塁打数657本は歴代2位であり、捕手登録選手で500本塁打以上を達成しているのは野村だけである。
選手としてオールスターゲーム21回出場、48安打の最多記録を持ち、最年長出場選手（1980年、45歳）でもあるが、オールスターでは打撃不振で知られた。しかし1972年のオールスターゲーム 第1戦では、谷村智博から本塁打を放つなど2安打3打点と活躍、初のMVPを獲得した。1977年のオールスターゲーム 第2戦でも先制打を放ち、42歳にして2度目のMVPを手にしている。
江夏豊のオールスターゲームの連続奪三振記録を止めたのは野村である。オールスター9連続奪三振を達成した前年の1970年、江夏はオールスターゲームを5連続奪三振で終えていたため、2年越しの14連続奪三振を達成したことになる。その後、第3戦（1971年7月20日、後楽園）の6回に登板した江夏は、代打江藤慎一で15連続奪三振を達成。次の打者となった野村は、ボールに当てることを優先し、セカンドゴロで連続奪三振を止めた。野村は、「パ・リーグで育った者として、連続だけはなんとしても止めたかった」とコメントしている。
通算117盗塁を記録。そのうちホームスチールが7回、三盗は2回ある。中学生までは足が速かったと語るが、誰も信用してくれないという。1972年には、2度ホームスチールを試み、2度とも成功させている（福本豊は7度挑戦して成功は1度）。「盗塁は足でするものではなく、頭でするもの」が持論であった。ただし、ホームスチールに関しては21回試みていたことから、14回も失敗しているワースト記録の持ち主でもある。
当時の日本のプロ野球を取り巻く世情は人気面・知名度いずれも巨人を中心としたセ・リーグ偏重傾向が現在より圧倒的に高かったため、同時期にセ・リーグで活躍していた巨人の長嶋茂雄や王貞治に比べて世間からの注目は少なく、今に伝えられる野村の打者としての評価も目立たないものである。1975年5月22日、野村が史上2人目の600号本塁打を達成（後楽園球場）したときの観客はわずか7,000人ほどであった。野村はこの試合後のインタビューで「自分をこれまで支えてきたのは、王や長嶋がいてくれたからだと思う。彼らは常に、人の目の前で華々しい野球をやり、こっちは人の目のふれない場所で寂しくやってきた。悔しい思いもしたが、花の中にだってヒマワリもあれば、人目につかない所でひっそりと咲く月見草もある」と答え、それ以後「月見草」が野村の代名詞となった。
打撃部門で多くの記録を残したが、年間最多本塁打の記録を更新した翌年の1964年に王に更新され（55本塁打）、1973年に通算最多本塁打の記録を（約2週間の攻防の末）王に、1978年には一晩のうちに通算最多打点を王に、通算最多安打を張本勲（当時巨人）に破られるという経験もしている。また、1977年には規定打席到達者の中では最低打率であったが、これによって野村は最高打率（首位打者）と最低打率の両方を経験した初めての打者となった。

## 病歴・入院歴
2010年5月10日、解離性大動脈瘤のため東京都内の病院に緊急入院。10日間ほどで退院する。
2014年10月16日、解離性大動脈瘤で1か月入院したことを明かした。
晩年はかなり足腰が弱っており、イベント時には車椅子などで登場することも少なくなかった。

## 人物
自分から野球をとってしまったら何も残らないという意味で、自ら「野村克也-野球＝ゼロ」と語っている。ただし野村は若い頃に旧師の清水義一から「野球に徹するという心掛けは大変よろしい。だが、野村から野球をとったら、残り零ではいけないぞ」と戒められていた。
母子家庭に育ったこともあり身内への情が深く、南海兼任監督時代には選手や裏方のことを常に気にかけていた。猛打賞等でもらったアンダーシャツ、ソックスをダンボールに山ほど積んで選手や打撃投手・ブルペン捕手によく配り、スーツもよく裏方スタッフに譲っていた。
生来の性格はとび抜けた「負けず嫌い」である。古田敦也は「理論派と言われるが実際には感情的で、ベースは負けず嫌いのかたまりのような方。その上での理論だった」と述べている。
日本でも代表的な恐妻家と思われていた。野村の語録に「オレも支配下選手だからな」という台詞がある。
幼少時代からの極貧生活の反動で、一流選手になってからは金遣いが非常に荒かった。超一流ブランドの衣服、時計、装飾品を毎週のように買い込み、スーツは250着、ネクタイはその倍をいっていたという。沙知代と初めて出会ったときもジバンシーのシャツだった。前妻のもとを離れ、沙知代と同居する時も、トラックに衣服を詰め込んでやってきたという。車は決まって高級輸入車（現役時代はリンカーン・コンチネンタル。野村は運転せず妻が運転手を務めた）。「贅沢だと思われるけど、下取りを考えても国産と比べても、大差ない」というのが持論だった。ヴェルサーチのネクタイと腕時計の収集が趣味で、ネクタイはヴェルサーチだけで合計411本、腕時計は1996年に現役時代から収集してきたものを泥棒に全て盗まれてしまったが、その後数千万円のものがおおよそ15本ある。
沙知代と再婚してからは、沙知代が一切現預金を管理しているため、現金を持たせてもらえず、クレジットカードだけ持たされていた。ある日、一流ブランド店に行った時、服や宝飾品、時計を眺めていると、店員に言葉巧みに買わされてしまった。そこで、「監督、（クレジットの明細書に）サインして」と言われ、かつクレジットカードの仕組みが分からず、「カードを見せてサインしただけで、なんで商品をくれるんだろう」と思っていたという。おまけに、クレジット明細が沙知代の元に届くことを知らず、いつ、どこで、何を、いくら買ったかが全てバレてしまい、沙知代から追及され、「オレの後をつけて来てるやろ、嫌らしい女やな」と言ったという。キャッシュカードで現金を引き出す際に暗証番号が必要であることも知らず、「選手がやるとお金がジャージャー出てくるのに、自分がやるとなぜ出来ないのが不思議だった」という。
野崎勝義は野村について、「話し好きで、話題が多岐にわたり、実に楽しい人物である。ただ、本人によると、いや、よらずとも確かに初対面の方には人見知りをされる。言い換えればシャイなのである。それはわずか3年のお付き合いだったが、よくわかった。」と著書に記している。
縁起を担いでおり、「勝ち続けた日は下着を変えない」「神宮球場までそこを通ると勝つ確率が高いルートを多少遠回りになっても通う」など徹底していた。この験担ぎは遠征先でもバスやタクシーの運転士に命じてまで実行させていたという。また血液型性格分類を強く信じ、自著でも「私は血液型による性格診断にこだわる。性格は野球のプレーに何らかの形で現れてくると考えるからだ」と公言していた。
現役時代から、付き合い程度でしかゴルフをやらず、ゴルフ場にもほとんど顔を出さなかった。1975年オフの球団納会ゴルフにいて、江本が「なぜ監督がいるのか?」と驚いていたが、江本への阪神へのトレードを通告するためだけに来ていた。この時に発した言葉は「お前、旅に出てこいや」だった。現役を引退してからは、金輪際体を酷使することはしないことを誓ったため、一切運動はしていない。カメやワニが長生きするのは動かないからということを真似たことだと語っている。故に70歳を過ぎても健康且つ長生きする秘訣と語っている。
若い頃は酒をどんなに飲んでも翌日に酒が残ることはなかったが、1973年の南海選手兼任監督時代、飲んだ翌日、二日酔いが抜けなかったことをきっかけに、以後たまにワインを口にする程度で、ビールかけ以外では一切酒を口にしなくなった。また「ケント」という銘柄のタバコを1日に40〜50本吸うほどのヘビースモーカーで、南海時代に一時期禁煙していたが、体重が90kgを超えたため、再び喫煙するようになった。しかし、1989年のヤクルト監督就任後の秋季キャンプ時に体調を崩し入院してからは一切吸わなくなった。
母校である峰山高校が1999年の春の甲子園に出場した際に500万円の寄付を行い、京都府より推薦され紺綬褒章を授与された。
阪神監督時代、松村邦洋に「掛布のまねばっかりやっているけど、俺のまねもやらんかい」と言ったことがきっかけで、松村は野村の物まねを始めた。「掛布雅之と川藤幸三と野村は完璧。でももう古いから、これからは新庄やれ」と言っていた。阪神の選手の結婚式の際、松村も招待されており、ここでも物真似を披露し、「松村…うまくなったね…」と野村は評した。ネタは「野村克也、逆から読むと、やつからむの」だった。
プロ入りして初めて着用した背番号「60」のユニフォームは、鶴岡が以前使っていたものであり、鶴岡の背番号「30」の「3」を「6」に付け替えただけのものであったと語っている。また、サイズが合わず、愚痴を言うと、マネージャーにあたる人物から「お前の体を合わせろ」と一喝されたとも語っている。
頭の大きさが他の日本人選手と比較して大きく、選手時代は日本製で頭に合うヘルメットが無かったほどである。しかし、野村は1970年3月の日米野球でサンフランシスコ・ジャイアンツが来日した際にちょうど良いサイズのアメリカ製ヘルメットを見つけ、用具係に頼んで入手した。このヘルメットは1980年に西武で現役引退するまで使用していた。引退後、このヘルメットは西武球団の倉庫に保管されたままだったが、1986年に清原和博が西武に入団した際、彼も入団時に合うものが無く、野村のヘルメットが彼の頭にぴったりであった。以後、清原は2008年の現役引退まで、野村のヘルメットを使用していた。清原は現役時代、3つの球団を渡り歩くこととなるが、移籍する度にヘルメットを球団のデザインに塗り替えていた。

### 野球
野村が今まで見た投手の中で、最も球が速かったのは江夏豊だという。また、現役時代に対戦した打者の中で1番恐ろしかったのは榎本喜八であると語っており、長い監督経験でNO.1の投手は伊藤智仁であると述べている。
現役時代はバッテリーを組んだ投手はいい投手に恵まれなかったと主張していたが、その中でも杉浦忠だけは凄かったと褒めており、「1年に38勝もするピッチャーだから、彼のときはボールを受けていても、ひとつも面白くなかったね」と語っている。しかし土井垣武には「いざ、試合となると、野村は杉浦とは呼吸が合う。だが他の投手とは呼吸が合わず不自然さが目立つ。とくに左投手とは全然だめ。そのため南海の左投手は不思議に育たない。野村もこのことは認めている。若い投手に変化球を多投させるためではなかろうか、外角低めの速球を忘れているからだろう。投手の短所長所をよく見極めて、長所を生かした投球をさせることだ」と評されている。
勝負には様々な考えを持っていたが、特に｢野球はバッテリーで決まる」という鉄則を持っていた。
現役時代、広島から南海に移籍してきた古葉竹識は野村のリードを見て、「上手いこと投げさせるもんだなぁ」とベンチに戻ってきた野村に言い、「南海のピッチャーをトレードするときには、リードするキャッチャーの力を考えたら、“マイナス5勝”計算にして評価しないと騙される」と褒めあげた。今まで言われた言葉で嬉しかったと、晩年の野村は語っていた。
選手の身なりや礼儀に厳しく、茶髪、長髪、髭は社会人失格という考えを持っている。事実、南海時代に江本が長髪だった時、無理やり切らせたこともある。阪神時代にも新庄剛志に対して茶髪をやめるように進言したが、「髪を黒くしたところで成績が上がるのか?」などと反論されたため、事実上黙認した。
監督としては徹頭徹尾トップダウンの姿勢を取った。いつも口にしていたのは「無視・賞賛・非難」。三流は無視、二流は賞賛、一流は非難、という方程式を野村は公言して憚らなかった。
楽天監督最終年の2009年終盤、その年シーズン途中に加入したトッド・リンデンは途中加入ながら3割近い打撃成績を残すなど、楽天初のAクラスの立役者となった。一方でバントの構えからバットを引く際に捕手のマスクにわざとぶつけ、両チームの選手たちの小競り合いを誘発したり、肘打ちで守備妨害するなどトラブルも目立った。そしてシーズン終盤の10月10日の北海道日本ハムファイターズ戦で6点ビハインドの9回に代打で出場したが、点差が離れた場面での代打起用にリンデンはプライドを傷つけられ、「クレイジー」「ありがとう」といずれも、自身への起用を皮肉る発言をした。これが野村自身を含めた首脳陣への批判、侮辱の発言となり、リンデンは懲罰として一軍登録を抹消された。この抹消で楽天はCS第1ステージをリンデン不在で戦うこととなったが、福岡ソフトバンクホークス相手にストレートの2連勝で第2ステージ進出を決めた。一方リンデンは謝罪のため、野村と面会したが、Tシャツと短パン、サンダルという軽装に加え、激昂する態度をとったことでその日の謝罪を受け付けなかった。後日リンデンはスーツ姿で謝罪したことで野村も許し、第2ステージから出場した。だが首脳陣批判は罰金も科され、球団が独自で出場停止処分を科すのが当然のことで、最悪の場合解雇の可能性があるがこの時は一軍登録抹消だけの処分だった。これとは別に、リンデンの謝罪を受け入れてまもなく、城島健司に対して「あいつはジャパニーズリンデンや」と批判している。リンデンは翌年も残留したが、翌年は成績不振に加え、暴言退場となった際に、当時のマーティ・ブラウン監督に「なぜ日本人の肩を持つんだ」と言い放った。これがきっかけで球団から40日間の謹慎と600万円の罰金が科せられた。結局素行そのものは改善されず、リンデンは2010年限りで解雇された。
上記以外にも、監督時代は外国人に苦労させられることが多く、阪神時代はマイケル・ブロワーズを筆頭に数多くの外国人に苦労し、楽天時代には上記のリンデンの素行に加えて林英傑がまったく戦力にならなかったことがある。野村は、このことについて、著書である『ああ、阪神タイガース』や『あ〜あ、楽天イーグルス』で、フロントの見る目のなさを批判している。
岩崎夏海との対談で「どこの球団のフロントがいいですか」の質問に、「ソフトバンク」と答えている。野村は「全員のことを知っているわけじゃありませんが、ソフトバンクはダントツじゃないですか。実は僕が監督して3000試合を達成した時孫正義オーナーから祝電をいただいたんです。僕は56年間野球をやってきたけど他球団のオーナーから祝電をもらったことなんて初めてだったから感激しました。よその監督に祝電を打つ発想、日本では普通ないでしょう？祝電をいただいてソフトバンクが強いのがわかった気がします。自分のチームのことだけじゃない。球団全体の目配りができる」と語っている。
楽天監督時代ソフトバンクの一軍投手コーチだった杉本正について、「あのコーチはダメコーチ」と酷評している。
ウラディミール・バレンティンが2013年シーズンにNPBシーズン記録である60本本塁打を記録した際に「王の記録が破られそうじゃん。オレは面白くない。アメリカのメジャーのお払い箱が…。日本の恥だよ。破られるなら日本人に破ってほしかった」（2013年8月31日付のデイリースポーツ）とコメントを残し、野球ファンの間でこのコメントに対して否定的な意見が上がった。
「外野手出身に名監督はいない」と主張し、「外野手は試合の当事者になりにくい。1球1球プレーを考え、スキを見て相手の嫌がることをする発想に乏しい」「外野手の人はどうして名監督になれないかというと、いい習慣が身に付いていないからだと思います。考えることがほとんどない」「外野手というのは、守備位置に着いているのに、みんなバッティングのことばかりをイメージしている。退屈だから次の打席に備えているわけです」などと語っていた。そのことで、外野手出身の監督の一人である山本浩二に、「ノムさん、ひどいよ」と抗議されたという。
また「大卒に名捕手はいない」という持論も持ち、それについて「ピッチャーとキャッチャーは高校を出てすぐプロに行くべきだね。18歳から22歳は一番大切な時期。基礎知識がどんどん吸収されて、野球が分かってくる。ここでアマの指導者から、結果論で間違った指導をされるとダメになる。キャッチャーを育てるには結果にはしばらく目をつぶり、根気強く基礎・基本を教えるしかない」と説明している。ただし、古田敦也は例外としており、阿部慎之助に関しても「名捕手になる可能性があった」として、コンバートを惜しんでいる。
クイックモーションを積極的に取り入れた第一人者と評価されている。。ただしそれは、当時の南海のエース皆川睦雄らピッチャー陣が、足の速い選手の盗塁を衰えが始まった野村の肩で刺すにはどうすればよいか？という発想から工夫を重ね磨かれていった経緯がある。
「プロ野球レベル低下はキャッチャー不在が原因」と主張し「そして、キャッチャーとは何かを教えられる指導者がいないことも大きい（中略）にもかかわらず、最近（2016年時点）はキャッチャー経験者の監督が少ない」と分析していた。また「そもそも最近は、キャッチャーになりたいという子供が少ない。だからキャッチャーが育たない。私の幼少時代、1番人気は今と同じくピッチャーだったが、2番は実はキャッチャーだった。プロテクターをつけるのが格好良かったからだ。しかし今の子供たちに訊くと、『立ったり座ったりがしんどいから』イヤだという。子供の頃から楽することを考えているのだから、なんとも悲しい話だ（苦笑）」と現状を嘆いていた。

#### 野村再生工場
南海監督時代から他球団から自由契約やトレードで放出され、獲得した選手を活躍させており、世間から野村再生工場という名で有名である。

#### 「南海の三悪人」
野村が言う「南海の三悪人」とは、現役時代の門田博光と江本孟紀と江夏豊を指す。選手・監督経験豊富な野村だが、南海監督時代に前記の三人にはマネージメントで手を焼いたことで称している。ただし、野村はこの三人を野球選手としての能力は素晴らしいと評価しており、それだけに個性が強く自己中心的で我儘だったことで親しみの意味を込めている。そして、野村は後に監督業を行う上で「この三人に鍛えられた。」と述べている。なお、この呼び名はもともと野村の現役時代に、野村とともに仲がよかった中心選手の広瀬叔功・杉浦忠に対して監督だった鶴岡一人が名付けたものがその走りであった。

#### 鶴岡一人との関係
鶴岡に引き立てられる格好で球界の第一線に躍り出たことから、鶴岡のことを「師匠」と慕ってはいたが、指導者になってからは「反面教師」とも述べていた。野村が晩年語ったところによれば、「自分は日本海に面した田舎の高校（峰山高校）までしか出ていなかったので、プロ（南海）で3年間勉強してから、母校の硬式野球部の監督を務めるつもりでいた。そのために、（現役時代の試合では）いつも、ノートと鉛筆をベンチに置いていた。もっとも、鶴岡さんから聞かれたのは『気合だ!根性だ!』『打てない?ぶつかっていけ!』という言葉ばかりで、最初のうちはノートにメモを取るほどのことを学べなかった。その意味で、自分にとっては本当に期待外れだった」という。鶴岡が南海の監督を勇退する意向を示した際に、他の幹部選手と共に鶴岡の自宅で翻意を試みたところ、「お前ら何しに来たんだ? 南海へ本当に貢献した選手は（1959年の日本シリーズで野村と組んで巨人打線を相手に4連投4連勝と奮闘した）杉浦だけだ」と言われたことも、鶴岡への反感と「考える野球」への傾倒につながったとされる。
現に、南海の監督職を解任された直後には、「鶴岡元老を初めとする南海OBの政治的圧力があった」と述べていた。この発言から「監督退任後も南海ホークスに対して支配力を発揮していた」とされる鶴岡との確執が原因の一つと考えられているが、解任の事情を知る関係者からは異なる見解が相次いで示されている。
例えば、野村から監督職を引き継いだ広瀬は、退任後の2014年に刊行された自著の中で「南海の監督を辞めてから鶴岡親分が監督人事に口を挟むことなど考えられなかったし突拍子もない言いがかりだと思った」「当時を思い起こせば監督夫人（後に正式に結婚する沙知代）が球場へ出入りしていろんなことに口出していてチーム内に不協和音が満ちていた。川勝傳オーナーが『泣いて馬謖を斬る』と、自分がもっとも信頼をおいていたノムやん解任に踏み切ったのも無理はなかったろう」と記している。
また、野村の南海在籍中にNHK大阪放送局報道部のチーフディレクターとして野村を取材していた毛利泰子は、野村の没後（2021年）に監督職解任直後の状況を証言。当時NHK大阪放送局の野球解説者だった鶴岡に対して「（前述した野村の『政治的介入』発言を親会社の南海）電鉄に打ち消してもらったらどうですか?」と進言したことをきっかけに、鶴岡が同局の幹部と共に南海電鉄の本社で協議した結果、球団代表（当時）の森本昌孝から鶴岡の介入を否定する発言、野村から「（鶴岡による介入云々の）発言に行き過ぎがあった」という趣旨の謝罪を引き出したことによって広瀬の監督就任へ至ったことを明かしている。鶴岡の長男である山本泰（野村に続いて2020年8月に永眠）も、法政大学野球部の監督在任中（1990 - 1993年）に東京六大学選抜チームを率いてハワイへ遠征した際に、現地で偶然出会った沙知代から「うちの主人（克也）は鶴岡さんに足を向けて寝たことがございません。（鶴岡さんに）宜しくお伝え下さい」という発言を耳にしたことを生前に語っていた。
鶴岡自身も、野村の「解任は鶴岡の陰謀だ」という発言に唖然とし、前述の毛利に対し「ばかたれ。おれがそんなことをするわけはないやろ」と否定している。

#### 江本孟紀との関係
現役時代、野村とバッテリーを組んでいた江本孟紀は2012年の著書で「やさしいことを難しく言うのが野村ID野球の最大の特徴。データや戦略だけで勝てるほどプロは甘くない。実際野村さんの成績を見れば分かる。楽天では4年目にようやく2位になったが、ヤクルト、阪神を含めれば7年連続Bクラス。4年連続最下位の監督は過去に例がない。このとき野村さんが何て言ったかといえば、『オレがどんなに言っても選手がその通り動かなかった』って。でもこれは話が矛盾している。そういうチームをデータや戦略で強くするのが野村ID野球なのに、選手の力が足りないというのは本末転倒もいいところ」と野村を批判していたが、2010年代後半には「やっぱり野村監督の野球理論はしっかりしていました。試合3時間前にはミーティングをやって1番バッターから順に1球目ストライクだったら次は？もしボールだったらとやるんです。マウンドに立つと、データを忘れることもあるんですけどこれだけ準備してきた。というピッチングに集中できるんですよ」など、野村野球を称賛するようになっている。
上記のように江本からの批判もあったが、イベントでの共演や対談などで付き合いはあり、現役引退後も師弟としてのつながりは継続していた。また、江本は野村の死後には追悼番組に出演しており、多くのメディアで野村のことを語っている。
なお、野村は後述する事情から、自身に関する資料や写真を「南海ホークスメモリアルギャラリー」（南海電鉄が運営する展示施設）へ提供することを拒否していた。これに対して、江本は野村の生前から、展示に承諾することを何度も打診。野村が永眠した2020年には、遺族から展示の承諾を取り付けた末に、「南海ホークスメモリアルギャラリー」での展示を実現させた（詳細後述）。

#### 張本勲との関係
張本勲のことも現役時代からコメンテーターに至る側面まで批評している。張本も現役時代は野村のささやき戦術に業を煮やして野村の頭にフルスイングをしたと話したことがある（野村は否定）ほどよい印象を抱いていないが、野村が亡くなった際には「さみしい」「残念」と追悼の言葉を残した。

#### ダルビッシュ有との関係
2019年4月22日深夜放送分の『S☆1』の企画「平成のベストナイン」では、先発投手にダルビッシュ有を選出した。選出した理由については「迷うわ。菅野も桑田もそうだし。ダルビッシュにするか。いろんな球種も投げるし、ストレートも速いし。コントロールもそこそこいい。将来、大投手になる予感はあった」と語っている。これについて当のダルビッシュは「監督を辞められた時点である意味、時間が止まっているということは、もちろんあると思います」と断りを入れつつも「とはいえ、監督としてずっといろいろな選手、すごいピッチャーをたくさん見てきた中で一番に選んでもらったということは、とても光栄なことだと感じてます」と喜んでいる。ダルビッシュは野村の評価点として「野村さんが面白いなと思うのが、他の人と全く違うところを見てるんです」と指摘しており、日本ハム時代に自軍の捕手すら気付かなかったグラウンド上の所作に気付いた着眼点に驚いた胸の内を後に明かした。

### 歌手デビュー
ヤクルト監督時代の1993年4月1日にシングルCD「俺の花だよ月見草」で歌手デビュー。歌詞は野村と交遊のある山口洋子が、野村が自身を月見草に例えた名言をモチーフに作詞した。初版は当時8,000枚売れたという。さらに阪神の監督就任時である1999年7月23日に再発売された。再発売にあたって、レコード会社側はジャケット写真を阪神タイガースの縦縞のユニフォーム姿に差し替えたい意向であったが、ジャケットを差し替えると発売までに期間が掛かるため初版のセーター姿のジャケット写真がそのまま流用された。「俺の花だよ月見草」は1999年11月3日発売のオムニバスCD『おとこの演歌最新ヒット全曲集』にも収録されている。楽天監督時代の2009年1月21日には、実に16年ぶりとなるシングルCD「女房よ…」（作詞は妻の沙知代）をリリース。同年に『うたばん』に夫婦で出演し、披露した。

### テレビ出演でのエピソード
ヤクルト監督時の1997年シーズンオフ、『関口宏の東京フレンドパークII』にヤクルト選手が出演した際に、「つば九郎」の中に入って登場したことがある。

### 野球マンガ・アニメにおける野村克也
野村は選手・監督として野球マンガにも出演している。主なものとして
- 『巨人の星』ではオールスターで「大リーグボール3号」と最初に対戦した打者である。
- 『野球狂の詩』では非公式ではあるが水原勇気と最初に対戦し三振に打ち取られている。また、実写版の映画にも出演した。作者の水島新司によれば水原勇気、ドリームボール誕生のきっかけは野村の一言であるとされる。
- 『あぶさん』では主人公・景浦安武の入団時の監督。事実通り、公私にわたり面倒見のよい選手想いの監督として描かれている。野村が40歳時、野村を主人公にした話もある。野村が南海ホークス監督を解任された以降もロッテや西武の捕手として、さらにヤクルトや楽天の監督として景浦と対戦するエピソードがある。また、野村の南海監督時代のシーンに前妻との間の息子・陽一が登場している。
- 『侍ジャイアンツ』では主人公の番場のハラキリ・シュートと最初に対戦した打者である。また1973年の日本シリーズで対戦、膏薬の匂いで王の故障を見抜くが、現実と同様にシリーズは敗退する。
- 『ドカベン プロ野球編』ではオールスター戦のオールセントラルの監督や日本シリーズのヤクルト監督として登場している。
- 『がんばれ!!タブチくん!!』では現役の選手として登場している。
- 『ゴーゴー!ゴジラッ!!マツイくん』の「ノムラ監督」はメイン悪役で、ナガシマ監督（長嶋茂雄）に対抗意識を燃やして様々な妨害行為を行う。

## 球界に対するスタンス

### 現役時代に南海ホークスの本拠地移転を提案
南海在籍時代、川勝傳オーナーに「南海を和歌山か四国に移転させませんか?」と提案したことがあった。理由は大阪府・兵庫県に南海を含めて4球団（大阪 - 南海・近鉄、兵庫 - 阪神・阪急）では観客とファンの奪い合いになることもあり、それであれば親会社である南海電鉄沿線の和歌山県かプロ野球のない四国地方への移転をすれば地域に密着した球団になるとの考えからだった。なお、青木一三は著書の中で、川勝オーナーが2度にわたって愛媛県を本拠としていた来島どっくグループ総帥の坪内寿夫に球団売却を持ちかけたと記しているが、その時期は野村の退任後である。

### 「南海ホークスOB」としてのスタンス
南海の後継球団である福岡ソフトバンクホークスでは、2013年に（南海時代からの通算で）ホークス創設75周年を記念したプロジェクト「LEGEND HAWKS」を展開。野村に協力を要請した結果、8月31日の対楽天戦（福岡 ヤフオク!ドーム）の試合前に開かれた記念セレモニーへの出席が実現した。野村がホークス関連のイベントに参加したのは、南海からの退団以来36年ぶり。捕手専任時代後期からの主力打者であった門田博光と共に当時の復刻ユニフォーム姿で登場した野村は、球団会長の立場で「見届け人」として参加した王に見守られながら、始球式で同ドームの右打席（門田は左打席）に立った。また、同月27日にベースボール・マガジン社から発売された『B.B.MOOK962 ホークス75年史 HAWKS 1938-2013』には、「ホークスの歴代指揮官」の立場で初めて応じたインタビューの模様が掲載されている。
楽天監督時代に監督としてのNPB公式戦通算1500勝を達成した直後には、当時のライバルであったソフトバンクから、球団取締役兼オーナーの孫正義名義で祝電が届けられた。野村は後に、「野球界に長く居て、さまざまな記録も作ってきたが、（選手や監督として在籍していた南海・ロッテ・西武・ヤクルト・阪神を含めても、NPB球団の）オーナーから祝電を受けたのは後にも先にも孫さんだけ。孫さんの名前で祝電をいただいたことはありがたく、本当に恐縮している」と語っていた。
2018年2月には、野球評論家としての取材を兼ねて、巨人とソフトバンクの春季キャンプを宮崎県内で視察。10日の「巨人宮崎キャンプ60周年記念 ジャイアンツOB対ホークスOB戦」では、ホークスOBチームの監督として南海のユニホームへ41年ぶりに袖を通した。もっとも、長嶋率いるジャイアンツOBチームに大敗したことから、試合後には「この（南海の）ユニホームは大嫌い。これにお世話になって、これに裏切られて。感謝と憎しみが五分五分」とコメント。その一方で、ソフトバンクのキャンプを視察した際には、「南海ホークスに24年間いて、最初に監督をやらせてもらったから、（親会社が南海→ダイエー→ソフトバンクに変わっても）ホークスのことを『他人』とは思えない。自分が今も生きているのはホークスのおかげで、ホークスに背中を向けて寝られないほど感謝している」と述べていた。ちなみに、野村が南海を退団してからホークスのキャンプを視察するのは、この時が初めてであった。
晩年は、ソフトバンクの捕手で、自身の現役時代と同じ境遇（母子家庭育ち）の甲斐拓也に目を掛けていた。2010年NPB育成ドラフト会議での最下位（6位）指名を経て育成選手として入団した甲斐は、支配下登録選手として背番号62を付けていた2017年7月に、仙台への遠征中に野村と初めて対面。その際に、野村の著書を数多く読んでいることを告白した。これに対して、野村は「君に（背番号）19番を付けて欲しい」という言葉で甲斐を激励。その後も、2019年の春まで、雑誌や『S☆1』などの番組で何度も対談していた。ホークスでは背番号19を野村の南海退団翌年（1978年）から1980年まで空き番とした後、1981年に山内孝徳が自らの希望で着用して以降（福岡ダイエー→ソフトバンク時代を含めて）、途中野手に転向した大越基や、野村のシダックス監督時代の教え子だった森福允彦や、外国人を含めて投手が引き継いでいたが、甲斐は2017年から一軍の正捕手に定着。奇しくも、野村が永眠した2020年シーズンから、背番号を19に変更している。甲斐によれば、「捕手にとって一番大切なものは何か?」と野村に尋ねたところ、「捕手は投手を支えるポジションだから、功を他人に譲ること」という金言を授かったという。
ソフトバンクと巨人が対戦した2019年の日本シリーズでは、ヤフオク!ドームで第4戦を観戦。この試合でソフトバンクが4連勝でシリーズ3連覇を達成したことに対して、「OBだから嬉しい」と述べた。

#### 「南海ホークスメモリアルギャラリー」での扱い
大阪球場跡地のなんばパークスにある「南海ホークスメモリアルギャラリー」では、同球団で活躍した多数の選手を写真・映像・展示資料を用いて紹介しているが、2003年のオープン当初から長らく野村の功績を一切取り上げていなかった。1973年パ・リーグ優勝決定の瞬間を記録した展示写真の中に背番号「19」の「9」が写っているものの、シーズン単位で監督名を記した球団年表には、同年にドン・ブレイザーがヘッドコーチとして作戦面での采配を担っていたことを載せるにとどめていた。
「南海ホークスメモリアルギャラリー」がこのような展示を余儀なくされた背景には、野村が南海を退団するきっかけになった監督職の解任（1977年）などをめぐって、当時野村と交際していた沙知代と南海関係者の折り合いが悪かったことが遠因とされている（当該項に詳述）。現に沙知代は、南海電鉄からギャラリーの開設に際して野村関連の資料・写真の展示許可を求められた際に、自身の独断で展示への協力を一切拒否した。この件については、野村との共著『野村セオリー―絆』（ISBN 978-4759309539）にも、「（野村の南海監督解任から）20数年ぶりで、やっとあなたたちにカタキが取れます。主人の名前は入れないで結構です。優勝当時の写真があったら、そこから主人の顔を消してください。それが、あなたたちに対する私の長年の思いですから」と明記。「克也も（自身の決断に）文句を言わなかった」とも述べている。野村自身も、関西テレビのドキュメンタリー番組『ザ・ドキュメント 帰らざる黄金の日々 - 南海ホークスへの鎮魂歌』（2004年4月30日放送）で、「球団（旧経営者の南海電鉄）から私に縁切りをする訳にいかないだろうから、 こちらから縁を切らせてもらった」と語っていた。
一方、野村自身は晩年は南海電鉄と距離を置いていた一方、福岡ソフトバンクホークスおよびソフトバンクグループとの関係は比較的良好となっていたことから、ホームページでも野村について若干紹介されていた他、始球式・講演などのイベントに参加したこともあった。
これに対して、江本は野村の存命中に、「南海ホークスメモリアルギャラリー」への展示許可を野村に何度も働き掛けていた。野村自身も以前に比べて態度を軟化させていたが、展示を直々に認めるまでには至らず、沙知代が2017年12月8日に85歳、野村が2020年2月11日に84歳で永眠。南海電鉄では、「野村夫妻の生前の意思を尊重する」として、野村が永眠した際にも「南海ホークスメモリアルギャラリー」に献花台を設けなかった。さらに、野村の遺族に対しても、展示の許可を得る意向がないことを示していた。
実際には克則が遺族を代表して野村の遺品を管理しているため、江本は克則に対して展示の許可を独自に打診した。克則も「（野村が）南海で活躍していたことをほとんど知らないので、（自身が捕手・野村が監督として在籍していた阪神時代に）メモリアルギャラリーを訪れた際に、（野村の）写真も記録も残されていないことを残念に思った」との感想を持っていたことから、2020年10月に展示を承諾。社屋（難波サンケイビル）が「なんばパークス」に近いサンケイスポーツの大阪本社でも、営業局員の宇野政城を中心に、野村の遺品をギャラリーに展示させる計画が持ち上がっていた。このような状況の下で、同紙の評論家でもある江本は、同年11月に「おかえり!ノムさん大阪球場に。」というプロジェクトを立ち上げた。
生前の野村は産経新聞との縁が深く、小学校3年時から中学校を卒業するまで携わっていた新聞配達で『産業経済新聞』（当時の名称・大阪本社発行版）も扱っていたほか、西武で現役を引退してからは『サンケイスポーツ』での評論を長く担当していた。また、宇野は野村と同じ丹後地方（京都府宮津市）の出身で、小学生時代に沙知代を伴った野村の帰郷へ遭遇。野村の現役時代をリアルタイムで知らない世代でありながら、野村の訃報へ接したことを機に、「野村さんに関する『何か』を（南海ホークスメモリアルギャラリーに）残したい」との思いからプロジェクトの立ち上げに動いたという。
「おかえり!ノムさん大阪球場に。」では、ギャラリーのリニューアルを実施したうえで、克則から提供された野村関連の資料や写真を展示することを計画。運営を担う実行委員会には、南海電鉄とサンケイスポーツを中心に、ギャラリーの所在する大阪市が後援団体、野村の出身地である京丹後市が協力団体として名を連ねている。さらに、2,000万円を目標に、リニューアル関連の経費をクラウドファンディングで賄うことも計画。2021年1月11日まで出資を受け付けたところ、2,388人の出資者から4,354万1,500円もの支援金が寄せられたため、リニューアル（克則からの提供品を展示する「野村克也コーナー」の新設など）の実現に至った。
2021年2月14日からは、克則が提供した野村関連の展示品（キャッチャーミット、南海最終年の1977年にホームゲームで着用したユニフォーム、1965年にパ・リーグから授与された三冠王受賞記念の楯、サイン入りの記念ボール・記念バットなど10点）を一般に公開（展示品は随時入れ替え）。野村の捕手兼任監督時代の胴上げ写真が、リニューアルを機にギャラリーの外壁へ新たに掲げられたほか、資料映像や球団年表なども野村の功績を反映させたうえで一新された。江本は、野村の孫（克則の長男で日本大学硬式野球部外野手の野村忠克）と共に、1974 - 1976年仕様のレプリカユニフォーム姿（アスレチックス風のホーム用バージョン）で同日のリニューアル記念セレモニーに参加。2階のキャニオンストリート（大阪球場のピッチャーズプレートとホームベースの位置を示す記念プレートが埋められているオープンスペース）で、忠克を相手に「メモリアルピッチ」を披露している。

## 詳細情報

### 年度別打撃成績
| 年 度      | 球 団      | 試 合 | 打 席 | 打 数 | 得 点 | 安 打 | 二 塁 打 | 三 塁 打 | 本 塁 打 | 塁 打 | 打 点 | 盗 塁 | 盗 塁 死 | 犠 打 | 犠 飛 | 四 球 | 敬 遠 | 死 球 | 三 振 | 併 殺 打 | 打 率 | 出 塁 率 | 長 打 率 | O P S |
| ---------- | ---------- | ----- | ----- | ----- | ----- | ----- | -------- | -------- | -------- | ----- | ----- | ----- | -------- | ----- | ----- | ----- | ----- | ----- | ----- | -------- | ----- | -------- | -------- | ----- |
| 1954       | 南海       | 9     | 11    | 11    | 1     | 0     | 0        | 0        | 0        | 0     | 0     | 1     | 0        | 0     | 0     | 0     | --    | 0     | 5     | 0        | .000  | .000     | .000     | .000  |
| 1956       | 南海       | 129   | 403   | 357   | 33    | 90    | 26       | 3        | 7        | 143   | 54    | 3     | 3        | 4     | 5     | 36    | 6     | 1     | 66    | 8        | .252  | .318     | .401     | .719  |
| 1957       | 南海       | 132   | 542   | 474   | 75    | 143   | 20       | 1        | 30       | 255   | 94    | 7     | 2        | 1     | 1     | 57    | 0     | 9     | 87    | 7        | .302  | .386     | .538     | .924  |
| 1958       | 南海       | 120   | 510   | 451   | 56    | 114   | 19       | 2        | 21       | 200   | 79    | 3     | 1        | 3     | 3     | 45    | 5     | 8     | 94    | 17       | .253  | .329     | .443     | .773  |
| 1959       | 南海       | 132   | 526   | 472   | 71    | 124   | 18       | 5        | 21       | 215   | 78    | 7     | 5        | 0     | 6     | 45    | 2     | 3     | 98    | 18       | .263  | .327     | .456     | .783  |
| 1960       | 南海       | 124   | 480   | 430   | 66    | 125   | 21       | 4        | 29       | 241   | 88    | 8     | 6        | 1     | 4     | 41    | 2     | 4     | 77    | 15       | .291  | .355     | .560     | .915  |
| 1961       | 南海       | 136   | 559   | 494   | 70    | 146   | 17       | 2        | 29       | 254   | 89    | 8     | 2        | 0     | 6     | 54    | 10    | 5     | 71    | 17       | .296  | .367     | .514     | .881  |
| 1962       | 南海       | 133   | 571   | 489   | 96    | 151   | 28       | 0        | 44       | 311   | 104   | 5     | 5        | 1     | 7     | 70    | 9     | 4     | 101   | 11       | .309  | .395     | .636     | 1.031 |
| 1963       | 南海       | 150   | 643   | 550   | 104   | 160   | 20       | 2        | 52       | 340   | 135   | 4     | 5        | 0     | 5     | 84    | 11    | 4     | 112   | 24       | .291  | .386     | .618     | 1.004 |
| 1964       | 南海       | 148   | 641   | 558   | 89    | 146   | 23       | 1        | 41       | 294   | 115   | 7     | 4        | 1     | 6     | 71    | 6     | 5     | 50    | 12       | .262  | .347     | .527     | .874  |
| 1965       | 南海       | 136   | 559   | 488   | 92    | 156   | 27       | 1        | 42       | 311   | 110   | 3     | 2        | 0     | 5     | 60    | 16    | 6     | 57    | 16       | .320  | .397     | .637     | 1.034 |
| 1966       | 南海       | 133   | 556   | 474   | 82    | 148   | 19       | 0        | 34       | 269   | 97    | 8     | 1        | 0     | 4     | 71    | 13    | 7     | 79    | 12       | .312  | .406     | .568     | .974  |
| 1967       | 南海       | 133   | 551   | 472   | 72    | 144   | 27       | 0        | 35       | 276   | 100   | 13    | 4        | 0     | 5     | 68    | 14    | 6     | 53    | 23       | .305  | .396     | .585     | .980  |
| 1968       | 南海       | 133   | 567   | 458   | 80    | 119   | 18       | 0        | 38       | 251   | 99    | 2     | 1        | 0     | 3     | 103   | 37    | 3     | 65    | 14       | .260  | .397     | .548     | .945  |
| 1969       | 南海       | 106   | 434   | 388   | 44    | 95    | 7        | 0        | 22       | 168   | 52    | 1     | 1        | 0     | 3     | 39    | 7     | 4     | 51    | 21       | .245  | .318     | .433     | .751  |
| 1970       | 南海       | 130   | 559   | 481   | 82    | 142   | 11       | 0        | 42       | 279   | 114   | 10    | 4        | 0     | 6     | 66    | 7     | 6     | 47    | 12       | .295  | .383     | .580     | .963  |
| 1971       | 南海       | 127   | 531   | 467   | 75    | 131   | 13       | 0        | 29       | 231   | 83    | 12    | 2        | 0     | 1     | 56    | 10    | 7     | 43    | 18       | .281  | .365     | .495     | .860  |
| 1972       | 南海       | 129   | 538   | 473   | 62    | 138   | 16       | 0        | 35       | 259   | 101   | 4     | 3        | 0     | 8     | 46    | 6     | 11    | 38    | 17       | .292  | .362     | .548     | .910  |
| 1973       | 南海       | 129   | 539   | 475   | 65    | 147   | 18       | 0        | 28       | 249   | 96    | 3     | 6        | 0     | 10    | 51    | 7     | 3     | 48    | 31       | .309  | .373     | .524     | .897  |
| 1974       | 南海       | 83    | 307   | 265   | 33    | 56    | 7        | 0        | 12       | 99    | 45    | 2     | 0        | 0     | 2     | 38    | 5     | 2     | 30    | 13       | .211  | .313     | .374     | .686  |
| 1975       | 南海       | 129   | 546   | 473   | 63    | 126   | 11       | 0        | 28       | 221   | 92    | 3     | 1        | 0     | 8     | 58    | 9     | 7     | 49    | 17       | .266  | .350     | .467     | .817  |
| 1976       | 南海       | 119   | 468   | 429   | 35    | 117   | 13       | 0        | 10       | 160   | 57    | 2     | 2        | 0     | 5     | 29    | 1     | 5     | 50    | 21       | .273  | .323     | .373     | .696  |
| 1977       | 南海       | 127   | 493   | 447   | 33    | 95    | 9        | 1        | 16       | 154   | 58    | 0     | 4        | 0     | 8     | 33    | 5     | 5     | 41    | 24       | .213  | .270     | .345     | .614  |
| 1978       | ロッテ     | 64    | 145   | 133   | 7     | 30    | 4        | 1        | 3        | 45    | 12    | 0     | 0        | 0     | 1     | 10    | 1     | 1     | 15    | 5        | .226  | .283     | .338     | .621  |
| 1979       | 西武       | 74    | 213   | 194   | 14    | 43    | 3        | 0        | 5        | 61    | 22    | 1     | 0        | 0     | 1     | 14    | 0     | 4     | 34    | 4        | .222  | .286     | .314     | .601  |
| 1980       | 西武       | 52    | 78    | 69    | 9     | 15    | 2        | 0        | 4        | 29    | 14    | 0     | 0        | 0     | 0     | 7     | 0     | 2     | 17    | 1        | .217  | .308     | .420     | .728  |
| 通算：26年 | 通算：26年 | 3017  | 11970 | 10472 | 1509  | 2901  | 397      | 23       | 657      | 5315  | 1988  | 117   | 64       | 11    | 113   | 1252  | 189   | 122   | 1478  | 378      | .277  | .357     | .508     | .865  |

- 各年度の太字はリーグ最高、赤太字はNPBにおける歴代最高

### 年度別守備成績
捕手守備成績
| 年 度 | 球 団  | 捕手  | 捕手  | 捕手  | 捕手  | 捕手  | 捕手     | 捕手  | 捕手     | 捕手     | 捕手     | 捕手     |
| 年 度 | 球 団  | 試 合 | 刺 殺 | 補 殺 | 失 策 | 併 殺 | 守 備 率 | 捕 逸 | 企 図 数 | 許 盗 塁 | 盗 塁 刺 | 阻 止 率 |
| ----- | ------ | ----- | ----- | ----- | ----- | ----- | -------- | ----- | -------- | -------- | -------- | -------- |
| 1954  | 南海   | 8     | 18    | 0     | 0     | 0     | 1.000    | 0     | 4        | 4        | 0        | .000     |
| 1956  | 南海   | 127   | 498   | 76    | 15    | 12    | .975     | 4     | 163      | 100      | 63       | .387     |
| 1957  | 南海   | 132   | 659   | 87    | 10    | 7     | .987     | 9     | 136      | 77       | 59       | .434     |
| 1958  | 南海   | 120   | 697   | 80    | 16    | 14    | .980     | 14    | 131      | 81       | 50       | .382     |
| 1959  | 南海   | 131   | 812   | 75    | 15    | 8     | .983     | 13    | 95       | 55       | 41       | .432     |
| 1960  | 南海   | 121   | 750   | 71    | 9     | 8     | .989     | 17    | 94       | 58       | 39       | .415     |
| 1961  | 南海   | 133   | 909   | 69    | 5     | 7     | .995     | 13    | 101      | 60       | 43       | .426     |
| 1962  | 南海   | 130   | 736   | 73    | 6     | 15    | .993     | 14    | 136      | 90       | 49       | .360     |
| 1963  | 南海   | 150   | 794   | 106   | 18    | 19    | .980     | 6     | 145      | 74       | 76       | .524     |
| 1964  | 南海   | 148   | 891   | 64    | 8     | 13    | .992     | 5     | 109      | 70       | 46       | .422     |
| 1965  | 南海   | 133   | 812   | 63    | 4     | 12    | .995     | 8     | 103      | 69       | 38       | .369     |
| 1966  | 南海   | 133   | 735   | 67    | 11    | 11    | .986     | 8     | 87       | 48       | 39       | .448     |
| 1967  | 南海   | 133   | 730   | 67    | 10    | 9     | .988     | 7     | 102      | 54       | 49       | .480     |
| 1968  | 南海   | 133   | 634   | 67    | 10    | 14    | .986     | 9     | 110      | 74       | 39       | .355     |
| 1969  | 南海   | 104   | 430   | 43    | 11    | 6     | .977     | 3     | 90       | 65       | 27       | .300     |
| 1970  | 南海   | 130   | 655   | 61    | 11    | 6     | .985     | 4     | 134      | 90       | 47       | .351     |
| 1971  | 南海   | 126   | 563   | 67    | 4     | 18    | .994     | 7     | 148      | 104      | 46       | .311     |
| 1972  | 南海   | 129   | 564   | 77    | 12    | 9     | .982     | 6     | 166      | 115      | 57       | .343     |
| 1973  | 南海   | 129   | 549   | 78    | 12    | 4     | .981     | 10    | 160      | 112      | 54       | .338     |
| 1974  | 南海   | 75    | 360   | 47    | 14    | 2     | .967     | 7     | 135      | 100      | 37       | .274     |
| 1975  | 南海   | 125   | 499   | 85    | 15    | 5     | .975     | 14    | 166      | 114      | 57       | .343     |
| 1976  | 南海   | 113   | 491   | 71    | 13    | 17    | .977     | 6     | 131      | 81       | 53       | .405     |
| 1977  | 南海   | 127   | 523   | 68    | 18    | 10    | .970     | 12    | 172      | 117      | 57       | .331     |
| 1978  | ロッテ | 31    | 102   | 12    | 5     | 1     | .958     | 7     | 39       | 33       | 10       | .256     |
| 1979  | 西武   | 59    | 300   | 37    | 14    | 6     | .960     | 4     | 133      | 112      | 25       | .188     |
| 1980  | 西武   | 41    | 126   | 10    | 5     | 1     | .965     | 1     | 48       | 46       | 5        | .104     |
| 通算  | 通算   | 2921  | 14837 | 1621  | 271   | 234   | .984     | 208   | 3038     | 2003     | 1106     | .364     |

- 赤太字はNPBにおける歴代最高
- 太字年はダイヤモンドグラブ賞の受賞

一塁手守備
| 年 度 | 球 団 | 一塁  | 一塁  | 一塁  | 一塁  | 一塁  | 一塁     |
| 年 度 | 球 団 | 試 合 | 刺 殺 | 補 殺 | 失 策 | 併 殺 | 守 備 率 |
| ----- | ----- | ----- | ----- | ----- | ----- | ----- | -------- |
| 1961  | 南海  | 1     | 9     | 1     | 1     | 0     | .909     |
| 1962  | 南海  | 4     | 33    | 0     | 0     | 5     | 1.000    |
| 1971  | 南海  | 1     | 2     | 1     | 0     | 1     | 1.000    |
| 通算  | 通算  | 6     | 44    | 2     | 1     | 6     | .979     |

外野守備
| 年 度 | 球 団 | 外野  | 外野  | 外野  | 外野  | 外野  | 外野     |
| 年 度 | 球 団 | 試 合 | 刺 殺 | 補 殺 | 失 策 | 併 殺 | 守 備 率 |
| ----- | ----- | ----- | ----- | ----- | ----- | ----- | -------- |
| 1962  | 南海  | 2     | 2     | 0     | 1     | 0     | .667     |
| 1971  | 南海  | 1     | 0     | 0     | 0     | 0     | .000     |
| 通算  | 通算  | 3     | 2     | 0     | 1     | 0     | .667     |

### 年度別監督成績
レギュラーシーズン
| 年 度      | 球 団      | 順 位      | 試 合 | 勝 利 | 敗 戦 | 引 分 | 勝 率 | ゲ ｜ ム 差              | 打 率                    | 本 塁 打                 | 防 御 率                 | 年 齡                    |
| ---------- | ---------- | ---------- | ----- | ----- | ----- | ----- | ----- | ------------------------ | ------------------------ | ------------------------ | ------------------------ | ------------------------ |
| 1970年     | 南海       | 2位        | 130   | 69    | 57    | 4     | .548  | 10.5                     | .255                     | 147                      | 3.43                     | 35歳                     |
| 1971年     | 南海       | 4位        | 130   | 61    | 65    | 4     | .484  | 22.5                     | .260                     | 156                      | 4.27                     | 36歳                     |
| 1972年     | 南海       | 3位        | 130   | 65    | 61    | 4     | .516  | 14.0                     | .253                     | 133                      | 3.48                     | 37歳                     |
| 1973年     | 南海       | 1位        | 130   | 68    | 58    | 4     | .540  | 1位・3位                 | .260                     | 113                      | 3.35                     | 38歳                     |
| 1974年     | 南海       | 3位        | 130   | 59    | 55    | 16    | .518  | 4位・2位                 | .246                     | 124                      | 3.06                     | 39歳                     |
| 1975年     | 南海       | 5位        | 130   | 57    | 65    | 8     | .467  | 5位・3位                 | .246                     | 102                      | 2.98                     | 40歳                     |
| 1976年     | 南海       | 2位        | 130   | 71    | 56    | 3     | .559  | 2位・2位                 | .259                     | 97                       | 2.91                     | 41歳                     |
| 1977年     | 南海       | 2位        | 130   | 63    | 55    | 12    | .534  | 2位・3位                 | .250                     | 108                      | 3.15                     | 42歳                     |
| 1990年     | ヤクルト   | 5位        | 130   | 58    | 72    | 0     | .446  | 30.0                     | .257                     | 123                      | 4.24                     | 55歳                     |
| 1991年     | ヤクルト   | 3位        | 132   | 67    | 63    | 2     | .515  | 7.0                      | .259                     | 140                      | 3.93                     | 56歳                     |
| 1992年     | ヤクルト   | 1位        | 131   | 69    | 61    | 1     | .531  | (2.0)                    | .261                     | 173                      | 3.79                     | 57歳                     |
| 1993年     | ヤクルト   | 1位        | 132   | 80    | 50    | 2     | .615  | (7.0)                    | .263                     | 140                      | 3.20                     | 58歳                     |
| 1994年     | ヤクルト   | 4位        | 130   | 62    | 68    | 0     | .477  | 8.0                      | .250                     | 130                      | 4.05                     | 59歳                     |
| 1995年     | ヤクルト   | 1位        | 130   | 82    | 48    | 0     | .631  | (8.0)                    | .261                     | 147                      | 3.60                     | 60歳                     |
| 1996年     | ヤクルト   | 4位        | 130   | 61    | 69    | 0     | .469  | 16.0                     | .264                     | 103                      | 4.00                     | 61歳                     |
| 1997年     | ヤクルト   | 1位        | 137   | 83    | 52    | 2     | .615  | (11.0)                   | .276                     | 138                      | 3.26                     | 62歳                     |
| 1998年     | ヤクルト   | 4位        | 135   | 66    | 69    | 0     | .489  | 13.0                     | .253                     | 97                       | 3.69                     | 63歳                     |
| 1999年     | 阪神       | 6位        | 135   | 55    | 80    | 0     | .407  | 26.0                     | .259                     | 97                       | 4.04                     | 64歳                     |
| 2000年     | 阪神       | 6位        | 136   | 57    | 78    | 1     | .422  | 21.0                     | .244                     | 114                      | 3.90                     | 65歳                     |
| 2001年     | 阪神       | 6位        | 140   | 57    | 80    | 3     | .416  | 20.5                     | .243                     | 90                       | 3.75                     | 66歳                     |
| 2006年     | 楽天       | 6位        | 136   | 47    | 85    | 4     | .356  | 33.0                     | .258                     | 67                       | 4.30                     | 71歳                     |
| 2007年     | 楽天       | 4位        | 144   | 67    | 75    | 2     | .472  | 13.5                     | .262                     | 111                      | 4.31                     | 72歳                     |
| 2008年     | 楽天       | 5位        | 144   | 65    | 76    | 3     | .461  | 11.5                     | .272                     | 94                       | 3.89                     | 73歳                     |
| 2009年     | 楽天       | 2位        | 144   | 77    | 66    | 1     | .538  | 5.5                      | .267                     | 108                      | 4.01                     | 74歳                     |
| 通算：24年 | 通算：24年 | 通算：24年 | 3204  | 1565  | 1563  | 76    | .5003 | Aクラス12回、Bクラス12回 | Aクラス12回、Bクラス12回 | Aクラス12回、Bクラス12回 | Aクラス12回、Bクラス12回 | Aクラス12回、Bクラス12回 |

※1 優勝年のゲーム差は2位とのゲーム差
※2 順位の太字は日本一
※3 1970年から1996年までは130試合制
※4 1997年から2000年までは135試合制
※5 2001年から2004年までは140試合制
※6 2005年からは136試合制
※7 2007年からは144試合制
※8 通算成績は1977年の解任後の2試合を含めない
ポストシーズン
| 年度   | チーム   | 大会名                                            | 対戦相手                                      | 勝敗       |
| ------ | -------- | ------------------------------------------------- | --------------------------------------------- | ---------- |
| 1973年 | 南海     | パ・リーグプレーオフ(※2)                          | 阪急ブレーブス（パ・リーグ後期優勝）          | 3勝2敗     |
| 1973年 | 南海     | 日本シリーズ                                      | 読売ジャイアンツ                              | 1勝4敗     |
| 1992年 | ヤクルト | 日本シリーズ                                      | 西武ライオンズ                                | 3勝4敗     |
| 1993年 | ヤクルト | 日本シリーズ                                      | 西武ライオンズ                                | 4勝3敗     |
| 1995年 | ヤクルト | 日本シリーズ                                      | オリックス・ブルーウェーブ                    | 4勝1敗     |
| 1997年 | ヤクルト | 日本シリーズ                                      | 西武ライオンズ                                | 4勝1敗     |
| 2009年 | 楽天     | パ・リーグ クライマックスシリーズ 1stステージ(※3) | 福岡ソフトバンクホークス （パ・リーグ3位）    | 2勝0敗     |
| 2009年 | 楽天     | パ・リーグ クライマックスシリーズ 2ndステージ(※4) | 北海道日本ハムファイターズ （パ・リーグ優勝） | 1勝4敗(※5) |

※1 勝敗の太字は勝利したシリーズ
※2 当時のパ・リーグプレーオフは5試合制で先に3勝したチームがリーグ優勝
※3 クライマックスシリーズ1stステージは3試合制で先に2勝したチームの勝利
※4 クライマックスシリーズ2ndステージは6試合制で先に4勝したチームの優勝、リーグ優勝チームに1勝のアドバンテージ
※5 4敗の中に日本ハムに与えられたアドバンテージを含む

### タイトル
- 首位打者：1回 （1965年）
- 本塁打王：9回 （1957年、1961年 - 1968年）※9回獲得、8年連続獲得はいずれもパ・リーグ記録。
- 打点王：7回 （1962年 - 1967年、1972年）※7回獲得、6年連続獲得はいずれもパ・リーグ記録。
- 最多安打：1回 （1965年） ※当時連盟表彰なし、1994年より表彰

### 表彰
- 最優秀選手：5回 （1961年、1963年、1965年、1966年、1973年）※パ・リーグ最多記録、打率2割台の野手による2度の受賞（1961, 1963年）は史上唯一
- ベストナイン：19回 （1956年 - 1968年、1970年 - 1973年、1975年、1976年）※最多記録、1956年は藤尾茂と共に捕手部門での昭和生まれ初の受賞
- ダイヤモンドグラブ賞：1回 （1973年）
- パ・リーグ特別表彰：4回 （リーグ特別賞：1963年、1975年、1979年、功労賞： 1980年）※ 1963年はシーズン最多本塁打新記録、1975年は2500本安打及び2500試合出場、1979年は通算650本塁打、1980年は通算3000試合出場
- 野球殿堂競技者表彰（1989年）
- 日本シリーズ敢闘賞：1回 （1973年）
- オールスターゲームMVP：2回 （1972年 第1戦、1977年 第2戦）
- 正力松太郎賞（1993年）※監督として表彰
- 毎日スポーツ人賞ファン賞（2009年）
- ベスト・ファーザー イエローリボン賞 in 「プロ野球部門」 （2009年）
- ゆうもあ大賞（2009年）

### 記録

#### 初記録
- 初出場：1954年6月17日、対西鉄ライオンズ9回戦（大阪スタヂアム）、9回裏に飯田徳治の代打で出場 河村久文から三振
- 初先発出場：1954年7月13日、対近鉄パールス12回戦（大阪スタヂアム）、8番・捕手で先発出場
- 初得点：1954年10月21日、対高橋ユニオンズ19回戦（大阪スタヂアム）、8回裏に蔭山和夫の適時打で生還
- 初安打：1956年4月9日、対近鉄パールス3回戦（藤井寺球場）、8回表に辻中貞年から左前安打
- 初打点：1956年4月14日、対大映スターズ1回戦（後楽園球場）、8回表に森口哲夫から右越決勝2点適時三塁打
- 初本塁打：1956年4月28日、対毎日オリオンズ5回戦（後楽園球場）、6回表に中川隆から左越3ラン

#### 節目の記録
- 100本塁打：1960年8月31日、対西鉄ライオンズ26回戦（大阪スタヂアム）、7回裏に岩永功から左越3ラン ※史上21人目
- 150本塁打：1962年6月15日、対近鉄バファローズ9回戦（日本生命球場）、4回表に黒田勉から中越ソロ ※史上14人目
- 200本塁打：1963年6月29日、対阪急ブレーブス12回戦（大阪スタヂアム）、3回裏に安藤治久から左中間へ先制決勝3ラン ※史上9人目
- 1000試合出場：1963年7月31日、対阪急ブレーブス17回戦（大阪スタヂアム）、4番・捕手で先発出場 ※史上82人目
- 1000安打：1963年8月29日、対阪急ブレーブス23回戦（大阪スタヂアム）、6回裏に足立光宏から中前安打 ※史上46人目
- 250本塁打：1964年5月31日、対東映フライヤーズ14回戦（後楽園球場）、12回表に嵯峨健四郎から左越決勝満塁本塁打 ※史上3人目
- 300本塁打：1965年8月8日、対近鉄バファローズ15回戦（日本生命球場）、6回表に徳久利明から左中間へ逆転決勝2ラン ※史上2人目
- 1000打点：1966年7月23日、対阪急ブレーブス13回戦（阪急西宮球場）、5回表に柿本実から中前2点適時打 ※史上5人目
- 1500安打：1966年10月4日、対東映フライヤーズ25回戦（大阪スタヂアム）、1回裏に尾崎行雄から遊撃内野安打 ※史上18人目
- 350本塁打：1966年10月6日、対東映フライヤーズ27回戦（大阪スタヂアム）、6回裏に尾崎行雄から右越ソロ ※史上初
- 1500試合出場：1967年5月4日、対東映フライヤーズ5回戦（大阪スタヂアム）、4番・捕手で先発出場 ※史上24人目
- 400本塁打：1968年7月12日、対東京オリオンズ13回戦（東京スタジアム）、3回表に坂井勝二から中越ソロ ※史上初
- 1000三振：1968年8月31日、対東京オリオンズ21回戦（大阪スタヂアム）、4回裏に坂井勝二から ※史上2人目
- 1000得点：1969年5月13日、対近鉄バファローズ2回戦（日本生命球場）、4回表に国貞泰汎の左前適時打で生還 ※史上5人目
- 3500塁打：1969年9月23日、対東映フライヤーズ17回戦（大阪スタヂアム）、7回裏に宮崎昭二から同点ソロ ※史上3人目
- 450本塁打：1970年4月24日、対東映フライヤーズ1回戦（後楽園球場）、4回表に森安敏明から左中間へ先制ソロ ※史上初
- 300二塁打：1970年9月26日、対阪急ブレーブス23回戦（阪急西宮球場）、3回表に米田哲也から左翼線二塁打 ※史上10人目
- 2000安打：1970年10月18日、対西鉄ライオンズ26回戦（大阪スタヂアム）、3回裏に東尾修から左前安打 ※史上4人目
- 2000試合出場：1971年5月1日、対近鉄バファローズ3回戦（大阪スタヂアム）、4番・捕手で先発出場 ※史上5人目
- 500本塁打：1971年7月2日、対西鉄ライオンズ10回戦（大阪スタヂアム）、4回裏に三輪悟から左越ソロ ※史上初
- 4000塁打：1971年8月26日、対東映フライヤーズ22回戦（明治神宮野球場）、4回表に高橋善正から右翼線安打 ※史上2人目
- 1500打点：1972年4月18日、対東映フライヤーズ1回戦（大阪スタヂアム）、6回裏に大羽進から左越3ラン ※史上初
- 550本塁打：1972年9月28日、対阪急ブレーブス25回戦（西京極球場）、4回表に水谷宏から左越ソロ ※史上初
- 4500塁打：1973年9月12日、対東映フライヤーズ後期8回戦（大阪スタヂアム）、1回裏に渡辺秀武から中前安打 ※史上初
- 350二塁打：1974年6月9日、対阪急ブレーブス前期11回戦（阪急西宮球場）、7回表に山田久志から右前へ逆転決勝2点適時二塁打 ※史上7人目
- 2500安打：1975年5月13日、対ロッテオリオンズ前期7回戦（後楽園球場）、5回表に成田文男から左前安打 ※史上初
- 600本塁打：1975年5月22日、対日本ハムファイターズ前期8回戦（後楽園球場）、5回表にテリー・レイから左越逆転決勝3ラン ※史上2人目
- 2500試合出場：1975年6月5日、対ロッテオリオンズ前期10回戦（大阪スタヂアム）、4番・捕手で先発出場 ※史上初
- 100犠飛：1976年5月6日、対ロッテオリオンズ前期5回戦（大阪スタヂアム）、5回裏に三井雅晴から ※史上初
- 5000塁打：1976年8月24日、対阪急ブレーブス後期6回戦（阪急西宮球場）、7回表に足立光宏から左前安打 ※史上初
- 650本塁打：1979年5月27日、対南海ホークス前期6回戦（鳥屋野運動公園野球場）、4回表に村上之宏から左越先制決勝ソロ ※史上2人目
- 1500得点：1979年9月21日、対阪急ブレーブス後期12回戦（阪急西宮球場）、4回表に立花義家の中前適時打で生還 ※史上2人目
- 3000試合出場：1980年8月1日、対南海ホークス後期4回戦（西武ライオンズ球場）、8番・捕手で先発出場 ※史上初

#### その他の記録
- 三冠王：1回 （1965年）※史上2人目、パ・リーグ初、昭和生まれ初
- 実働26年（1954年、1956年 - 1980年）※歴代5位
- 25年連続シーズン本塁打（1956年 - 1980年）※歴代2位
- 21年連続シーズン2桁本塁打（1957年 - 1977年）※歴代1位タイ
- 4年連続シーズン40本塁打以上（1962年 - 1965年）※歴代3位タイ
- 7年連続シーズン30本塁打以上（1962年 - 1968年）※歴代4位タイ
- 17年連続シーズン20本塁打以上（1957年 - 1973年）※歴代2位
- 4年連続シーズン100打点以上（1962年 - 1965年）※歴代4位タイ
- シーズン40本塁打以上：5回 （1962年 - 1965年、1970年）※歴代3位タイ
- シーズン30本塁打以上：10回 （1957年、1962年 - 1968年、1970年、1972年）※歴代2位
- シーズン20本塁打以上：18回 （1957年 - 1973年、1975年）※歴代2位
- シーズン本塁打：52（1963年）※歴代5位タイ
- シーズン100打点以上：7回 （1962年 - 1965年、1967年、1970年、1972年）※歴代3位、パ・リーグ記録
- シーズン100安打以上：18回（1957年 - 1968年、1970年 - 1973年、1975年、1976年）※歴代3位タイ
- リーグ最多長打：4回（1962年、1963年、1965年、1967年）※パ・リーグ最多タイ
- リーグ最多塁打：4年連続5回（1962年 - 1965年、1967年）　※ともにパ・リーグ記録
- シーズン敬遠：37（1968年）※歴代4位、パ・リーグ記録
- シーズンフルイニング出場（1963年）※捕手登録選手では史上初
- 5試合連続本塁打（1970年7月15日 - 7月26日）
- 1試合に満塁本塁打とサヨナラ本塁打（1968年10月3日）※史上2人目
- 逆転満塁サヨナラ本塁打（1966年5月14日）※史上7人目
- 通算本塁打数：657本 ※歴代2位、パ・リーグ記録 捕手登録選手では歴代1位
- 通算猛打賞：180回 ※歴代4位
- 通算満塁本塁打：12本 ※歴代7位タイ
- 通算サヨナラ本塁打：11本 ※歴代2位、パ・リーグ記録
- 通算サヨナラ安打：19本 ※歴代2位、パ・リーグ記録
- 同一球場最多安打：1465本（大阪球場）　※2位は王貞治の1287本（後楽園球場）
- オールスターゲーム出場：21回 （1957年 - 1968年、1970年 - 1977年、1980年） ※史上最多（1969年はファン投票で選出されているが、負傷により出場辞退）
- オールスターゲーム通算安打：48本 ※歴代1位
- オールスターゲーム通算二塁打：15本 ※歴代1位

### 背番号
- 60 （1954年 - 1955年）
- 19 （1956年 - 1980年、2006年 - 2009年）
- 73 （1990年 - 1998年、2001年）
- 82 （1999年 - 2000年）

一の位と十の位を足して10になる数字を縁起が良いと言って好んでいる。

## 関連情報

### 栄典・野球以外での表彰
栄典
- 紺綬褒章（1999年）

ファッション関連
- 日本メガネベストドレッサー賞（スポーツ界部門：1992年）

その他
- 網野町町民栄誉賞（1990年）[267]
- 都民文化栄誉賞（1993年）[268]
- よい夫婦の日 ナイス・カップル（1994年、妻：野村沙知代）[269]
- ユーキャン新語・流行語大賞 トップテン（2009年、「ぼやき」）
- 京丹後市名誉市民（2009年）[267][270]
- パートナー・オブ・ザ・イヤー（2010年、妻：野村沙知代）

### 著書

#### 単著

##### 単行本
- 『運鈍根』（日本社（にっぽん新書）、1965年）
- 『デッチ人生20年：ゼニのとれる人間になれ』（いんなあ とりっぷ（インナーブックス）、1973年8月）
- 『敵は我に在り：危機管理としての野球論』（サンケイ出版、1980年8月）
- 『背番号なき現役：私のルール十八章』（講談社、1981年5月）
- 『プロ野球の男たち：野村克也の目』（朝日新聞社、1982年3月）
- 『わが子とともに：あすなろうの記』集英社、1982年9月25日。NDLJP:12103591。
- 『敵は我にあり・続：危機管理としての人材育成論』（サンケイ出版、1982年12月）
- 『プロ野球・野村克也の目』（朝日新聞社、1983年4月）
- 『親バカ野球バカに捧げる本：ノムさんの野球式子育て 金の成る木に育てる方法』（ベストセラーズ、1983年7月、ISBN 4584005117）
- 『私の野球人生』（聖教新聞社（文化教養シリーズ）、1983年8月）
- 『頭脳派・野村克也のもう一つ別の管理学：人をどう読み、どう動かすか』（PHP研究所、1983年9月、ISBN 4569211666）
- 『ノムさんの目くばりのすすめ：捕手型人間で成功する方法』（プレジデント社（イルカの本）、1984年2月、ISBN 4833440091）
- 『組織戦の時代：プロ野球野村克也の目』（朝日新聞社、1984年3月）
- 『敵は我に在り』（KKベストセラーズ、1984年6月）
- 『裏読み：今、勝つために何をすべきか』（ロングセラーズ、1984年10月、ISBN 4845401843）
- 『プロ野球監督たちの戦い』（朝日新聞社、1985年3月、ISBN 4022553278）
- 『生涯一捕手の目：組織論の死角』（潮出版社、1985年12月、ISBN 4267010617）
- 『一流の条件：プロ野球 野村克也の目』（朝日新聞社、1986年3月、ISBN 402255486X）
- 『役者はもう新人類：プロ野球 野村克也の目』（朝日新聞社、1986年12月、ISBN 4022556420）
- 『ノムダス：勝者の資格』（ニッポン放送、1995年11月、ISBN 4594018440）
- 『ノムダス2：弱者が勝者になるために』（ニッポン放送、1998年1月、ISBN 4594023762）
- 『女房はドーベルマン』（双葉社、2002年5月、ISBN 4575294241）
- 『新・敵は我に在り：生涯現役宣言』（経済界、2004年2月、ISBN 4766782860）
- 『野村ノート』（小学館、2005年10月、ISBN 4093876045）
- 『無形の力：私の履歴書』（日本経済新聞出版社、2006年03月、ISBN 4532165571）
- 『知るを楽しむ：人生の歩き方：野村克也逆転の発想』（日本放送出版協会、2008年1月、ISBN 4141891894）
- 『野村の流儀：人生の教えとなる257の言葉』（ぴあ、2008年2月、ISBN 4835616898）
- 『野村の「眼」：弱者の戦い』（ベストセラーズ、2008年2月、ISBN 4584130566）
- 『エースの品格：一流と二流の違いとは』（小学館(Clickシリーズ)、2008年5月、ISBN 4093877785）
- 『野村の極意：人生を豊かにする259の言葉』（ぴあ、2009年3月、ISBN 4835617320）
- 『野村主義：勝利への執着力』（小学館、2009年5月、ISBN 4093878463）
- 『弱者の兵法：野村流 必勝の人材育成論・組織論』（アスペクト、2009年7月、ISBN 4757216483）
- 『野村の革命』（ベストセラーズ、2009年11月、ISBN 4584131430）
- 『野村の実践「論語」』（小学館、2010年11月、ISBN 4093881510）
- 『私とプロ野球』（ベストセラーズ、2011年2月、ISBN 458413295X）
- 『野村の見立て：わたしが見抜いた意外な長所・短所』（東邦出版、2011年6月、ISBN 4809409546）
- 『私が野球から学んだ人生で最も大切な101のこと』（海竜社、2011年7月、ISBN 4759311912）
- 『人生を勝利に導く金言』（致知出版社、2012年4月、ISBN 4884749618）
- 『野球のメキキ：観戦力が高まる本』（東邦出版、2012年5月、ISBN 4809410358）
- 『そなえ：35歳までに学んでおくべきこと』（大和書房、2012年9月、ISBN 4479793615）
- 『オレとO・N』（小学館、2012年10月、ISBN 4093965188）
- 『この一球：野村克也の人生論』（海竜社、2012年11月、ISBN 4759312323）
- 『負けかたの極意』（講談社、2013年5月、ISBN 4062183501）
- 『ノムラの教え：弱者の戦略99の名言』（講談社、2013年5月、ISBN 4062183528）
- 『凡人を達人に変える77の心得』（バレーフィールド、2013年7月）※電子書籍限定
- 『野村克也の「菜根譚」』（宝島社、2013年11月、ISBN 4800211042）
- 『人生に打ち勝つ野村のボヤキ：一流か二流か――手を見ればわかる』（三笠書房、2013年11月、ISBN 4837925162）
- 『私が見た最高の選手、最低の選手』（東邦出版、2013年12月、ISBN 4809411389）
- 『野生の教育論：闘争心と教養をどう磨くか』（ダイヤモンド社、2013年12月、ISBN 4478024782）
- 『理は変革の中にあり』（ベストセラーズ、2014年5月、ISBN 4584135738）
- 『それでもプロか！：ノムラの本物論』（ベースボール・マガジン社、2014年9月、ISBN 9784583107363）
- 『プロ野球：最強のエースは誰か?』（彩図社、2014年10月、ISBN 9784801300231）
- 『野村克也の人間通』（海竜社、2014年10月、ISBN 9784759313994）
- 『「小事」が大事を生む』（扶桑社、2015年5月、ISBN 9784594072605）
- 『老いの可能性：老いて学べば、則ち死して朽ちず 』（海竜社、2016年3月、ISBN 9784759314908）
- 『野村の遺言』（小学館、2016年9月、ISBN 9784093885133）
- 『野村克也 100の言葉：人を育て、動かすヒント』（宝島社、2016年11月、ISBN 9784800257659）
- 『最強の組織をつくる：野村メソッド』（彩図社、2016年12月、ISBN 9784801301986）
- 『運：「ツキ」と「流れ」を呼び込む技術』（竹書房、2017年1月、ISBN 9784801909878）
- 『野村克也 生き方：逆境に強くなる365日の言葉』（徳間書店、2017年3月、ISBN 9784198643812）
- 『野村克也 野球論集成』（徳間書店、2017年4月、ISBN 9784198643874）
- 『一流のリーダーになる：野村の言葉』（新星出版社、2017年4月、ISBN 9784405102880）
- 『弱者の流儀：野村克也31の考え』（ポプラ社、2017年6月、ISBN 9784591154854）
- 『私のプロ野球80年史』（小学館、2017年8月、ISBN 9784093885737）
- 『侍ジャパンを世界一にする!戦略思考』（竹書房、2017年11月、ISBN 9784801912687）
- 『野村のイチロー論』（幻冬舎、2018年1月、ISBN 9784344032385）
- 『野村の哲学ノート：「なんとかなるわよ」』（ベストセラーズ、2018年3月、ISBN 9784584138526）
- 『野村克也からの手紙：野球と人生がわかる二十一通』（ベースボール・マガジン社、2018年6月、ISBN 9784583111490）
- 『野村四録 不惑の書：生涯現役の理念』（セブン&アイ出版（人生強化塾シリーズ）、2018年10月、ISBN 9784860087876）
- 『野村四録 戦略の書：組織を動かす極意』（セブン&アイ出版（人生強化塾シリーズ）、2018年10月、ISBN 9784860087869）
- 『野村四録 指導の書：リーダーの条件』（セブン&アイ出版（人生強化塾シリーズ）、2018年10月、ISBN 9784860087852）
- 『野村四録 志の書：夢を叶える心得』（セブン&アイ出版（人生強化塾シリーズ）、2018年10月、ISBN 9784860087845）
- 『野村メモ』（日本実業出版社、2018年12月、ISBN 9784534056504）
- 『野村克也が選ぶ 平成プロ野球 伝説の名勝負』（宝島社、2019年1月、ISBN 9784800290168）
- 『ありがとうを言えなくて』（講談社、2019年3月、ISBN 9784065150405）
- 『弱者が勝つための戦略論』（カンゼン、2019年4月、ISBN 9784862554802）
- 『指導者のエゴが才能をダメにする：ノムラの指導論』（カンゼン、2019年4月、ISBN 9784862554802）
- 『プロ野球怪物伝：大谷翔平、田中将大から王・長嶋ら昭和の名選手まで』（幻冬舎、2019年9月、ISBN 9784344035133）
- 『野村克也、明智光秀を語る：早まるな、光秀よ！』（プレジデント社、2019年12月、ISBN 9784833423557）
- 『リーダーとして覚えておいてほしいこと』（PHP研究所、2020年2月、ISBN 9784569846521）
- 『野村克也の「人を動かす言葉」』（新潮社、2020年3月、ISBN 9784103532712）
- 『人としてどう生きるか：野村克也の人生訓』（宝島社、2020年4月、ISBN 9784299004697）
- 『野村克也全語録』（プレジデント社、2022年1月、ISBN 9784833440363）
- 『野村克也：野球論集成：実技講座』（徳間書店、2023年8月、ISBN 9784198656331）
- 『野村克也：人間力』（電波社、2024年4月、ISBN 9784864902557）

##### 文庫本
- 『敵は我にあり・続：反乱分子撃退の管理術』（ワニ文庫、1984年10月、ISBN 4584300445）
- 『野球は頭でするもんだ!』（朝日文庫、1985年9月、ISBN 4022603453／完全版、上下巻、2010年4月、上：ISBN 4022616601、下：ISBN 402261661X）
- 『負けに不思議の負けなし』（朝日文庫、1987年4月、ISBN 4022604417／完全版、上下巻、2009年3月、上：ISBN 4022616121、下：ISBN 402261613X）
- 『「攻め」と「守り」の管理学：人をどう読み、どう動かすか』（PHP文庫、1987年2月、ISBN 4569261027）
- 『野村ノート』（小学館文庫、2009年11月、ISBN 4094084479）
- 『敵は我に在り』（新装版、上下巻、ワニ文庫、2008年2月、上：ISBN 4584392587、下:ISBN 4584392595）
- 『野村の「眼」』（ワニ文庫、2010年2月、ISBN 4584392927）
- 『エースの品格：一流と二流の違いとは』（小学館文庫、2010年7月、ISBN 409408522X）
- 『野村イズムは永遠なり』（小学館文庫、2011年4月、ISBN 4094086056）
- 『弱者の兵法：野村流 必勝の人材育成論・組織論』（アスペクト文庫、2011年11月、ISBN 4757219954）
- 『私が野球から学んだ人生で最も大切な101のこと』（知的生きかた文庫、2014年4月、ISBN 9784837982791）
- 『凡人の強み』（ワニ文庫、2016年2月、ISBN 9784584393871）
- 『そなえ：35歳までに学んでおくべきこと』（だいわ文庫、2016年5月、ISBN 9784479305941）
- 『野村克也人生語録』（講談社+α文庫、2016年7月、ISBN 9784062816823）
- 『私とプロ野球』（ワニ文庫、2017年3月、ISBN 9784584393970）
- 『壁：試練だけが人を成長させる』（ワニ文庫、2017年3月、ISBN 9784584393970）
- 『野村の実践「論語」』（小学館文庫、2017年10月、ISBN 9784094064674）
- 『ID野球の提唱者が明かす！：運の正体』（竹書房文庫、2018年8月、ISBN 9784801915893）
- 『野村の遺言』（小学館文庫、2018年12月、ISBN 9784094065862）
- 『勝ちたければ歴史に学べ：野村克也、知の野球史』（小学館文庫、2020年6月、ISBN 9784094067804）

##### 新書
- 『運鈍根』（日本社（にっぽん新書）、1965年12月）
- 『巨人軍論：組織とは、人間とは、伝統とは』（角川oneテーマ21、2006年2月、ISBN 4047100366）
- 『あぁ、阪神タイガース：負ける理由、勝つ理由』（角川oneテーマ21、2008年2月、ISBN 404710132X）
- 『野村再生工場：叱り方、褒め方、教え方』（角川oneテーマ21、2008年8月、ISBN 4047101516）
- 『あぁ、監督：名将、奇将、珍将』（角川oneテーマ21、2009年2月、ISBN 4047101834）
- 『あ〜ぁ、楽天イーグルス』（角川oneテーマ21、2009年12月、ISBN 4047102237）
- 『野村ボヤキ語録：人を変える言葉、人を動かす言葉』（角川oneテーマ21、2011年1月、ISBN 4047102717）
- 『考える野球』（角川SSC新書、2011年4月、ISBN 404731546X）
- 『プロ野球重大事件：誰も知らない“あの真相”』（角川oneテーマ21、2012年2月、ISBN 4041101611）
- 『理想の野球』（PHP新書、2012年3月、ISBN 456980280X）
- 『阪神タイガース暗黒時代再び』（宝島社新書、2012年12月、ISBN 4800202949）
- 『執着心：勝負を決めた一球』（PHP新書、2013年1月、ISBN 4569809472）
- 『監督の器』（イースト新書、2013年6月、ISBN 4781650023）
- 『読売巨人軍黄金時代再び』（宝島社新書、2013年6月、ISBN 4800210542）
- 『私の教え子ベストナイン』（光文社新書、2013年9月、ISBN 4334037658）
- 『楽天はなぜ強くなれたのか：巨人の「天才野球」をしのいだ力』（PHP新書、2014年1月、ISBN 456981686X）
- 『野球のコツ：「下手な選手は上手く」なり、「弱いチームは強く」なる!』（竹書房新書、2014年4月、ISBN 4812499356）
- 『私が選んだプロ野球10大「名プレー」』（青春新書インテリジェンス、2014年9月、ISBN 9784413044332）
- 『阪神タイガースの黄金時代が永遠に来ない理由』（宝島社新書、2014年9月、ISBN 9784800227898）
- 『名選手にドラマあり：脳裏に焼き付くあのシーン』（小学館新書、2014年10月、ISBN 9784098252206）
- 『なぜか結果を出す人の理由』（集英社新書、2014年11月、ISBN 9784087207651）
- 『リーダーのための「人を見抜く」力』（詩想社新書、2014年12月、ISBN 9784434199370）
- 『強打者列伝』（角川oneテーマ21、2014年12月、ISBN 9784041106310）
- 『高校野球論：弱者のための勝負哲学』（角川新書、2015年7月、ISBN 9784041027516）
- 『セ界恐慌：プロ野球の危機を招いた巨人と阪神の過ち』（宝島社新書、2015年11月、ISBN 9784800246455）
- 『言葉一つで、人は変わる』（試想社新書、2016年1月、ISBN 9784434209208）
- 『名将の条件：監督受難時代に必要な資質』（SB新書、2016年2月、ISBN 9784797385601）
- 『俺の苦言を聞け！』（悟空出版、2016年6月、ISBN 9784908117169）
- 『由伸・巨人と金本・阪神 崩壊の内幕』（宝島社新書、2016年8月、ISBN 9784800257024）
- 『暗黒の巨人軍論』（角川新書、2017年2月、ISBN 978-4040820941）
- 『負けを生かす極意』（SB新書、2017年5月、ISBN 9784797389388）
- 『プロ野球 奇人変人列伝』（詩想社新書、2017年7月、ISBN 9784908170003）
- 『読売巨人軍 非常事態宣言』（宝島社新書、2017年9月、ISBN 9784800274335）
- 『愛とボヤキの平成プロ野球史』（角川新書、2017年11月、ISBN 9784041051610）
- 『番狂わせの起こし方』（青春新書インテリジェンス、2018年3月、ISBN 9784413045353）
- 『なにもできない夫が、妻を亡くしたら』（PHP新書、2018年7月、ISBN 9784569840918）
- 『私が選ぶ名監督10人：采配に学ぶリーダーの心得』（光文社新書、2018年7月、ISBN 9784334043629）
- 『成功する人は、「何か」持っている』（詩想社新書、2018年8月、ISBN 9784908170171）
- 『短期決戦の勝ち方』（祥伝社新書、2018年10月、ISBN 9784396115487）
- 『巨人・阪神 失敗の本質』（宝島社新書、2018年10月、ISBN 9784800287106）
- 『イチローの功と罪』（宝島社新書、2019年7月、ISBN 9784800295637）
- 『超二流：天才に勝つ一芸の究め方』（ポプラ新書、2019年8月、ISBN 9784591163801）
- 『もしものプロ野球論』（ワニブックスPLUS新書、2019年8月、ISBN 9784847066313）
- 『プロ野球 堕落論』（宝島社新書、2019年10月、ISBN 9784800298423）
- 『野球と人生：最後に笑う「努力」の極意』（青春新書インテリジェンス、2019年11月、ISBN 9784413045841）

#### 共著
- （筑紫哲也）『功なき者を活かす：リストラ時代の人材活用法』（光文社、1998年3月）
  - 『「功なき者」を活かす：時代を超えた人材活用の極意』（朝日文庫、2011年4月、ISBN 4022616938）
- （米長邦雄）『一流になる人二流でおわる人』（1999/05/01 致知出版社）
- （野村沙知代）『野村セオリー：絆』（2006/10/24 海竜社）
- （野中広務）『憎まれ役』（2007/10/15 文藝春秋）
- （田原総一朗） 『再生力』（2009/03 イースト・プレス）
- （原田雅史漫画）『ノムさんに聞け!：野球的人生指南』（2009/07 PHP研究所）
- （渡邉美樹）『これだけで「組織」は強くなる：戦うリーダーの作り方』（2010/7/7 角川書店）
- （野村克則）『野村のDNA：頭脳野球とは何』（2012/05 朝日新聞出版）
- （野村克則）『野村の「人生ノート」：夢をつかむ特別講義』（2012/06 日本文芸社）
- （竹中平蔵）『嫌われ者の流儀』（宝島社、2014年4月、ISBN 4800221463）
- （宮本慎也）『師弟』（講談社、2016年4月、ISBN 9784062200615）
- （藤田精）『闘将野村：弱小企業を一流へと導く新経営理論』（幻冬舎、2019年5月、ISBN 9784344922266）

### 関連書籍
- 『ホームラン・350本：ある高校教師の記録』（清水義一著、錦正社、1967年）
- 『白い花の強打者：小説・野村克也』（阿部牧郎著、実業之日本社、1978年）
- 『月見草の唄：野村克也物語』（長沼石根著、朝日新聞社、1981年10月）
  - 『球界に咲いた月見草：野村克也物語』（朝日文庫、1993年12月、ISBN 4022607890）
- 『野村克也：偉大なる月見草』（永島直樹原作、渡辺さとる作画、ぎょうせい（名球会コミックス）、1991年12月、ISBN 978-4324026472）
- 『野村克也：カニの念仏集』（永谷脩著、ポケットブック社、1993年6月、ISBN 4341140450）
- 『野村克也の「勝利に理あり」：長嶋巨人と森西武を破った男』（永谷脩著、徳間書店、1993年12月、ISBN 4198600465）
- 『野村監督部下が育つ「将の器」』（江本孟紀著、二見書房、1996年5月、ISBN 4576960520）
- 『野村克也「勝利の方程式」』（永谷脩著、知的生きかた文庫、1996年5月、ISBN 4837908063）
- 『野村克也勝利を導く「知・情・念」の応用』（永谷脩著、未来出版、1997年8月、ISBN 4943901298）
- 『野村克也の「人材再生」工場』（高田実彦著、プレジデント社、1998年5月、ISBN 4833416549）
- 『野村監督知将の思考』（江本孟紀著、東方出版、1999年2月、ISBN 4809401650）
- 『猛虎逆襲計画：拝啓野村克也様』（摂津守桃丸著、エイ出版社、1999年3月、ISBN 4870992183）
- 『野村マジック：阪神再生の秘策』（江本孟紀著、二見書房（フタミ文庫）、1999年6月、ISBN 4576991132）
- 『野村監督に教わったこと：僕が38歳で二冠王になれた秘密』（山崎武司著、講談社、2008年2月、ISBN 4062145332）
- 『野村監督(全)ボヤキ：08シーズン完全収録』（服部翔太編著、コスミック出版、2008年11月、ISBN 4774790044）
- 『捕手ほど素敵な商売はない：森祇晶vs.野村克也』（松下茂典著、朝日新聞出版、2009年7月、ISBN 4022506059）
- 『野村克也知略と戦略：弱者を勝者に変えるメソッド』（二宮清純著、PHP研究所、2009年11月、ISBN 4569771742）
- 『野村克也は本当に名将か』（工藤健策著、草思社、2009年11月、ISBN 4794217382）
- 『野村克也全ボヤキ&名言ノート：プロ野球生活』（服部翔太編著、シーエイチシー、2010年4月、ISBN 4860973348）
- 『野村の「監督ミーティング」：選手を変える、組織を伸ばす「野村克也の教え」』（橋上秀樹著、日本文芸社（日文新書）、2010年5月、ISBN 4537257644）
- 『野村克也解体新書：ノムさんは本当にスゴイのか?』（江本孟紀著、無双舎、2011年7月、ISBN 4864084742）
- 『野村克也に挑んだ13人のサムライたち：「大成した選手」と「消えた選手」その違いはどこにあったのか?』（橋上秀樹著、双葉新書、2011年4月、ISBN 4575153710）
- 『ノムさんへの手紙：僕たちが野村克也から教わったこと』（ベースボール・マガジン社、2020年6月、ISBN 9784583112992）
- 『リーダーとして結果を出す野村克也の言葉』（桑原晃弥著、星雲社、2020年9月、ISBN 9784434279362）
- 『よみがえるノムラの金言：野村克也が遺した言葉からはまだまだ多くを学べる』（サンケイスポーツ著、ベースボール・マガジン社、2021年3月、ISBN 9784583113463）
- 『遺言：野村克也が最期の1年に語ったこと』（飯田絵美著、文藝春秋、2021年6月、ISBN 9784163913285）
- 『砂まみれの名将：野村克也の1140日』（加藤弘士著、新潮社、2022年3月、ISBN 9784103545118）
- 『野村克也解体新書 完全版：ノムさんは本当にスゴイのか？』（江本孟紀著、清談社Publico、2022年12月、ISBN 9784909979407）
- 『野村克也は東北で幸せだったのか』（金野正之著、徳間書店、2023年1月、ISBN 9784198655945）
- 『人を遺すは上：専属マネージャーがはじめて明かす　野村克也　言葉の深意』（小島一貴著、日本実業出版社、2023年2月、ISBN 9784534059765）
- 『名将前夜：生涯一監督・野村克也の原点』（長谷川晶一著、KADOKAWA、2023年3月、ISBN 9784041131831）

### CD
- 「俺の花だよ月見草」（1993/04/01初版発売、1999/07/23再発売）
- 「ドキュメント『野村監督語録集』〜名将かく戦い かく語りき〜」（2008/11/19発売）
  - 東北楽天ゴールデンイーグルスの2008年度の試合後のメイン・コメントを集めたCD。
- 「女房よ…」（2009/01/21発売）
  - 作詞：野村沙知代・坂口照幸、作曲三木たかし
- 「花は咲く」花は咲くプロジェクト（2012/05/23発売）
  - NHK東日本大震災復興応援ソング。東北3県の出身ではないが、東北楽天ゴールデンイーグルスの監督を務めていた縁からプロジェクトにボーカルで参加している。
  - 作詞：岩井俊二、作曲・編曲：菅野よう子

### 出演映画
- 『野球狂の詩』（1977年） - 本人 役 水原勇気（木之内みどり）と対戦、三振に打ち取られる。
- 『クイール』（2004年） - 片岡智則 役

### 出演番組

#### テレビ
- プロ野球中継（各放送媒体） - 解説者
  - TBS制作・放送分（テレビorラジオ。1981年 - 1982年[注 13]。シダックス監督時代も、ゲスト解説者として出演[注 21]。2011年は大一番であるオールスターゲーム、及び日本シリーズ第7戦の解説を担当）
  - テレビ朝日系列（ゴールデンナイター、パワーアップナイター）（1983年 - 1989年。その後も、ゲスト解説を担当）
  - ニッポン放送ショウアップナイター（ニッポン放送。2010年からゲスト解説として登場。聴取率調査期間に行われる巨人戦や、ポストシーズンマッチなどの大一番クラスのカードを中心に、年数試合程度）
  - 上記以外にもテレビ東京系列、フジテレビ系列にてゲスト解説あり[注 22]
- S☆1（TBSテレビ）
2009年夏ごろから不定期で「ノムラの考え」と題して日曜準レギュラーでビデオ出演。2010年4月より「S☆1ファミリーNO19」としてプロ野球コメンテーター。4月-9月は土曜準レギュラー、10月より日曜準レギュラーとして出演した。
- 徹子の部屋（テレビ朝日）[272]
現役引退直後の1980年に初めてゲスト出演。また2018年3月20日出演時は妻・沙知代との思い出を語った。2020年2月12日（死去翌日）放送分が最後の出演（1月20日収録、息子・克則と共演）となった[273]。
- サンデーモーニング（TBS、2013年6月9日）
- 小川宏のなんでもカンでも!（フジテレビ、前期解答者）
- 速報!TVスタジアム（テレビ朝日、1983年。キャスター）
- NHK特集「スポーツドキュメント江夏の21球」（進行役。NHK総合テレビ、1983年1月24日）
- この人 野村克也ショー（NHK総合テレビ、1985年1月24日）
- 第44回NHK紅白歌合戦（1993年12月31日、NHK総合テレビ・ラジオ第1放送、審査員）
- NHKスペシャル「監督 野村克也〜阪神再建・63歳の挑戦〜」（NHK総合テレビ、1999年4月9日）
2020年2月16日の『あの日 あのとき あの番組』では「野村克也さんをしのんで〜名捕手・名監督の人生哲学」と題して追悼放送[274]。
- イマだ!タレント再生工場 「ノムさん」（フジテレビ、2005年・2006年。社長（肖像画あり））
- 考えて野球せぇ～野村楽天 躍進のヒミツ～（NHK総合テレビ、2007年10月8日）[注 23]
- 日経スペシャル カンブリア宮殿 「勝てる組織の作り方！ 」（テレビ東京、2008年1月7日）- 出演時、東北楽天ゴールデンイーグルス監督[275]。
- 知るを楽しむ・人生の歩き方「逆転の発想」（NHK教育テレビ（現・Eテレ）、2008年）
- クローズアップ東北「プロなら実を残せ〜野村克也が語る最終戦2008〜」（NHK仙台放送局制作。2008年10月、NHK総合テレビ〈東北5県[276]〉）[注 23]
- プレミアム8（人物）「野球と歩んだ73年・野村克也」（NHK-BSハイビジョン、2009年6月11日）
インタビュアーは堀尾正明（当時NHKアナウンサー）。後者は知るを楽しむにおける講義をベースに、新たに撮り下ろしたインタビューを交えて再構成したものである。
- TheサンデーNEXT（日本テレビ、2009年3月- 2011年3月） - ノムさんの「今週のボヤキ節」
- 課外授業 ようこそ先輩（NHK総合テレビ、2010年5月23日）
ナレーションは、野村の物まねをしている松村邦洋が担当した。
- NEWS23X（TBSテレビ、2010年4月-2013年3月、スポーツコメンテーター（不定期））
- こころの遺伝子 〜あなたがいたから〜（NHK総合テレビ、2010年7月5日）‐「技術の前に人間を磨け 野村克也」
- 世紀の和解SHOW（日本テレビ、2011年7月-8月）
- たかじんのそこまで言って委員会（読売テレビ、2012年 2013年2月3日）
- ヒーローたちの名勝負「王座かけたギャンブルスタート 野村ヤクルト初優勝」（NHK総合テレビ、2013年10月12日）
- The GAME～震えた日～ 1992日本シリーズ 西武VSヤクルト ～絶対的王者への挑戦（BSフジ、2016年1月1日）[277]
- 爆報! THE フライデー（TBSテレビ）
  - 2017年9月22日「因縁・再会・謎の晩年…緊急2時間SP」[278]
  - 2018年2月16日「緊急爆報!野村沙知代の死の裏側」
  - 2018年12月21日「有名おしどり夫婦は今…」
  - 2019年4月26日「野村克也 因縁の実兄と40年ぶり再会」
  - 2020年2月21日「野村克也生前最後の映像…死の18日前…号泣再会」[279]。
- 目撃!にっぽん「ひとりを生きる 野村克也 84歳」（NHK総合テレビ、2020年2月2日）[274]
- クローズアップ現代+「密着半年 野村克也さん 最期のメッセージ」（NHK総合テレビ、2020年2月12日）
『目撃!にっぽん』取材映像を再構成[274]。

など

#### ラジオ
- 三共スポーツスペシャル 熱球 男の舞台（TBSラジオ、1982年）
- 土曜朝イチエンタ。堀尾正明+PLUS!（TBSラジオ、2008年-2010年、番組枠内のコーナー「野村克也・朝イチ野村ゴロク」のパーソナリティ）
2010年5月に病気療養で休養してから、しばらくは撮り溜めしていたものを放送した後、同6月以後は無期限休止状態となった。
- 増田明美のキキスギ?（NHKラジオ第1、2019年6月21日）
2020年2月14日に追悼としてアンコール放送。

### 広告
- サントリー「バイオミンX」（解説者時代、1982年頃）- ビートたけしと共演。野村が解説者で、たけしが実況アナ役だった。
- カシオ「ゲーム電卓ベースボール」（解説者時代、1983年頃） - 村山実と共にタキシード姿で出演。自ら野球拳の歌を披露。「コンピューターは強いぞ」（直後に村山が「う〜ん」と唸る）という台詞あり。
- エーザイ「スカイナー鼻炎用カプセル」（解説者時代、1984年頃）- スーツ姿でキャッチャーのようにしゃがみサインを出す仕草をして「（鼻炎の）サイン出てますよ」と例の口調で話す。
- サンスター「Do」（解説者時代、1985年頃）- 「野球にストライクゾーンがあるように、歯磨きにもブラッシングゾーンがあります。」と例の口調で話す。笑顔で「しっかり磨けます。」と語る。
- ゼロックス（現：富士ゼロックス）パーソナルコンピュータ『TALK』（解説者時代、1985年）- キャッチャーボックスの中でスーツ姿で立ったままキャッチャーミットでボールを受ける様子がスローモーションで2度繰り返され、最後に「ゼロックスのパソコンはTALK」と語る（“TALK”というシーンでは野村の顔がアップになり、スローモーションになる）
- 東日本旅客鉄道（JR東日本）『踏切事故防止キャンペーン』（ヤクルト監督時代、声のみで出演。1993年）
  - 第1弾 - 古田敦也が出演していたCMに声のみで指導していた。
  - 第2弾 - 声の他アニメで登場、折れた踏切を手に一言「野球も踏切も、ルールを守らん奴は、わしゃ大嫌いや」
- 東京デジタルホン（関東限定、1994年）- ヤクルト主力選手とともに出演。ヤクルトをモチーフにした架空の企業「ツバメ商事」の部長と部下という設定のコント形式のCFだった。野村が部長、部下は広沢克己、池山隆寛、古田、荒木大輔、荒井幸雄、内藤尚行、高津臣吾、川崎憲次郎。全員背広での出演で、様々なバージョンが放送された。ラジオ版もあり、選手のコメントに監督がぼやく内容。
- キリン「ラガービール」（阪神監督就任時の1999年。関西限定）
  - - 単身赴任のサラリーマンという設定で古アパートに、疲れ切った表情で遅く帰宅し、留守電のメッセージを聞くと、沙知代本人の声で「あなた、生きてますか?」という一言が流れる。安堵の笑みを浮かべながら、ダイニングテーブルに座り一人ビールを飲む。
  - - 新世界界隈の居酒屋で、野村がカウンターに座っていると、熱狂的な虎党が野村の周りに集まり「たのむで〜」「頑張ってや〜!」と声をかけながら、コップに入ったビールを飲もうとした野村の背中をボンと叩く。勢いでビールをこぼしそうになる。最後は引きの画で野村が虎党と笑顔をかわす。
- ロータス・スーパーオフィス - 雑誌広告のみでCMはなし。阪神監督時代のものでユニフォーム姿の野村が「選手交代!（ここでは対抗ソフトであるMicrosoft Officeを指す）」と叫んでいる。
- 大阪メディアポート（阪神監督時代。関西ローカルCM） - ボクシングのリングにスーツ姿の野村が一人で立ち上がり、「関西の通信はOMP」という台詞があった。
- セガ「プロ野球チームをつくろう2・2003」
- 大正製薬「大正漢方胃腸薬」（楽天監督時代、2006年11月から12月まで） - 長塚京三と共演。忘年会の席で長塚が社員の1年の労を労い「食べる前に…」と言うと野村が登場して「ノム（飲む）」と言う。自身のニックネームをかけた駄洒落である。ちなみに野村のアドリブが入っている。
- 富士通「FMV」（木村拓哉、田中将大と共演） - 「ピッチャー交代、マー君に代えてマー君」と審判に告げる。収録はKスタ宮城ではなく横浜スタジアムで行った。
- 野村工務店（2010年 大阪府ローカル。野村つながりということで「野村の一級入魂プロジェクト」イメージモデルとして起用）
- スカパー!「2010年プロ野球放送」- 東北楽天ゴールデンイーグルス監督時代の試合終了後の会見のパロディ。ラストには背中が写り、ユニフォームの後ろ（背番号）にスカパー申し込み電話番号が書いてある。
- トヨタ自動車「ノア」 2010年（松下由樹出演） - カピバラの声を担当し「家族との団らん編」では本人も登場。
- 日本中央競馬会（JRA）
- BIG（2013年2月、「ボヤいてばっかりマン」として出演）[280]

## グッズ展開
- 「ノムさんのボヤキせんべい」を京丹後市のうめや本舗が2021年10月に発売した[281]。
- 「ノムさんの丹後ばらずし具材セット」を京丹後市のうめや本舗が2018年に発売した。